# Cursa espacial
La cursa espacial, anglès: 'Space Race', rus: Космическая гонка Kosmítxeskaia gonka, fou una intensa competició en el camp de l'exploració espacial entre dos adversaris de la Guerra Freda, la Unió Soviètica (URSS) i els Estats Units d'Amèrica (EUA), per aconseguir una capacitat de vol espacial superior. El terme va rebre el seu nom a Occident per analogia amb la cursa armamentista.
L’avantatge tecnològic demostrat per l’assoliment dels vols espacials es considerava necessari per a la seguretat nacional i va passar a formar part del simbolisme i la ideologia de l’època. La cursa espacial va comportar llançaments pioners de satèl·lits artificials, sondes espacials robòtiques a la Lluna, Venus i Mart i vols espacials tripulats en òrbita terrestre baixa i, finalment, a la Lluna.
La competició va començar de debò el 2 d’agost de 1955, quan la Unió Soviètica va respondre a l’anunci dels Estats Units quatre dies abans sobre la intenció de llançar satèl·lits artificials coincidint amb l'Any Geofísic Internacional, i va declarar que també llançaria un satèl·lit “en un futur proper”. L'evolució de les capacitats dels míssils balístics va permetre portar la competència entre els dos estats a l'espai.Aquesta competició es va guanyar l'atenció del públic amb la crisi de l'Spútnik, quan l'URSS va aconseguir llançar, per primer cop, un satèl·lit artificial (l'Spútnik 1) el 4 d'octubre de 1957 i, posteriorment, quan l'URSS va enviar el primer ésser humà a l'espai amb el vol orbital de Iuri Gagarin el 12 d'abril de 1961. L'URSS va demostrar un avantatge primerenc en la carrera amb aquestes i altres novetats durant els següents anysi va arribar a la Lluna per primera vegada amb el programa Luna mitjançant missions robotitzades.
Després que el president dels Estats Units, John F. Kennedy, apugés la seva aposta en establir l'objectiu de "dur un home a la Lluna i retornar-lo sa i estalvi a la Terra",
ambdós països van treballar en el desenvolupament de vehicles de llançament superpesants, i els Estats Units van desplegar amb èxit el Saturn V, que era prou gran per enviar un orbitador de tres persones i un aterrador de dues persones a la Lluna. L'objectiu d'aterratge lunar de Kennedy es va assolir el juliol de 1969, amb el vol de l'Apollo 11,un èxit singular que generalment eclipsa qualsevol combinació d’èxits soviètics i sovint vist com la fita decisiva de la cursa espacial.L'URSS va dur a terme dos programes lunars tripulats, però no va aconseguir, amb el seu coet N-1, de llançar-lo i aterrar a la Lluna abans que els Estats Units, i finalment el va cancel·lar per concentrar-se en el Saliut, el primer programa de l'estació espacial i els primers aterratges a Venus i a Mart. Mentrestant, els Estats Units van enviar cinc tripulacions més de l'Apollo a la Lluna.i l'exploració continuada d'altres cossos extraterrestres de forma robòtica.
A continuació va arribar un període de distensió amb l'acord d'abril de 1972 sobre el programa de proves Apollo-Soiuz, que va donar lloc a la trobada de juliol de 1975 en òrbita terrestre d'una tripulació d'astronautes dels EUA amb una tripulació de cosmonautes soviètics i el desenvolupament conjunt d'un acoblament internacional estàndard APAS-75. Es considera l'acte final de la cursa espacial,si bé la competència només se substituiria gradualment per la cooperació. El col·lapse de la Unió Soviètica va permetre finalment als Estats Units i a la recentment fundada Federació Russa de posar fi a la competència de la Guerra Freda també a l'espai i d'acordar, el 1993, els programes Transbordador-Mir i de l'Estació Espacial Internacional.

## Orígens
Els xinesos van utilitzar coets com a armes ja al segle xi. A la dècada del 1880, el pioner espacial Konstantín Tsiolkovski va establir les bases teòriques dels coets de combustible líquid de diverses etapes, capaç d'arribar a l'òrbita i volar a l'espai (coet espacial), però no va ser fins al 1926 que l'estatunidenc Robert Hutchings Goddard va dissenyar el primer coet utilitzable.
Goddard va treballar en secret, ja que la comunitat científica, el públic i fins i tot The New York Times el ridiculitzaven. Va caldre una altra guerra per treure a la llum l'obra.
A mitjan de la dècada del 1920, científics alemanys van començar a experimentar amb coets de combustible líquid, que eren capaços d'assolir altituds i distàncies relativament grans. El 1932 el Reichswehr (precursor de la Wehrmacht) es va interessar pels coets com a foc d'artilleria de llarg abast. Wernher von Braun va ser un dels investigadors que va ajudar a fabricar armes per a l'Alemanya nazi durant la Segona Guerra Mundial. Von Braun va manllevar bona part de la investigació original de Goddard, va estudiar-ne els coets, els va millorar i, el 1942, l'A-4 es va convertir en el primer coet a travessar la frontera de l'espai (una línia imaginària a 100 km sobre el nivell del mar). El 1943 es va iniciar la producció del seu successor, el V-2. Es tractava d’un coet amb un abast de 300 km i una ogiva de 1000 kg. Alemanya va disparar milers de coets contra els aliats, però van morir més treballadors esclaus durant la producció que població civil durant els atacs.
Amb tot i això, el V-2 no era un coet espacial, ja que físicament era incapaç de superar la força de la gravetat i entrar en òrbita, respectivament; per tant no era capaç de llançar cap vehicle, animal o persona a l'espai.
Cap al final de la Segona Guerra Mundial, els militars soviètics, britànics i estatunidencs van competir per apoderar-se dels prometedors desenvolupaments militars alemanys i capturar personal qualificat del centre d'investigació de Peenemünde. Els estatunidencs foren els que se'n sortiren millor. L'exèrcit estatunidenc pretenia evitar que aquestes tecnologies caiguessin en mans dels comunistes: durant l'Operació Paperclip es va portar als Estats Units un grup clau d’especialistes en coets alemanys - molts d'ells membres del Partit Nazi- inclòs el mateix dissenyador Wernher von Braun i les mostres acabades de V-2, juntament amb tota la documentació tècnica i els dissenys, i van destruir tot allò que no es podien endur. En aquest sentit, l’URSS només va poder rebre parts fragmentades del V-2 destruït, sobre la base de les quals especialistes soviètics van crear el model R-1.
Els científics de la postguerra van utilitzar els coets i l'experiència de Von Braun per explorar, entre altres coses, l'atmosfera i la radiació còsmica.

### Cursa de míssils
Poc després de la fi de la Segona Guerra Mundial, els dos antics aliats es va involucrar en un estat de conflicte polític i tensió militar conegut com a Guerra Freda (1947-1991), que va polaritzar Europa entre els estats satèl·lits de la Unió Soviètica (sovint coneguts com a Bloc Oriental) i els estats del món occidental aliats amb els EUA.

### Desenvolupament de coets soviètics

La família de vehicles de llançament de l'Sputnik, Vostok, Voskhod i Soiuz eren derivats de l'R-7 Semiorka.

Serguei Koroliov i l'entusiasta dels coets alemanys Friedrich Zander van començar a experimentar amb coets de combustible líquid el 1928 i van desenvolupar l'artilleria de coets Katiuixa, utilitzada per l'URSS a la Segona Guerra Mundial. Ióssif Stalin va empresonar Koroliov el 1938, durant la seva Gran Purga, però després de la guerra el va convertir en el seu enginyer de coets en cap (essencialment l’homòleg soviètic de von Braun)i l'envià a dirigir un equip dels seus millors enginyers de coets a Peenemünde per veure què podien salvar.L'operació Ossoaviàkhim va traslladar més de 170 especialistes alemanys en coets capturats a Rússia.Als alemanys no se'ls va permetre de participar en el disseny de míssils soviètics, sinó que van ser utilitzats com a consultors de resolució de problemes per als enginyers soviètics. Amb l'ajut del grup de Helmut Gröttrup, Koroliov va dissenyar inversament l'A-4 i va construir la seva pròpia versió, l'R-1, el 1948.Més tard, va desenvolupar els seus propis dissenys, encara que molts d'aquests estaven influenciats pel G4-R14 de Gröttrup des de 1949.Els alemanys van ser finalment repatriats entre 1952 i 1953.
Després d'haver patit almenys 27 milions de víctimes durant la Segona Guerra Mundial després de ser envaïda per l'Alemanya nazi el 1941,la Unió Soviètica desconfiava dels Estats Units, que fins a finals de 1949 era l'únic posseïdor d'armes atòmiques. Atès que els estatunidencs posseïen una gran flota de bombarders estratègics desplegats a bases aèries de tot el món, fins i tot a prop de territori soviètic, el 1947 Stalin va ordenar el desenvolupament de míssils balístics intercontinentals (ICBM) per tal de contrarestar l'amenaça estatunidenca. Les tecnologies de míssils i satèl·lits podien servir tant a propòsits pacífics com militars i, a més, eren un argument de gran pes per a la propaganda i la rivalitat ideològica, a més de demostrar el potencial científico-tècnic i el poder militar del país.
El 1953, Koroliov va rebre el vistiplau per desenvolupar el coet R-7 Semiorka, un avanç important del disseny alemany. Tot i que alguns dels seus components (sobretot els acceleradors) encara s'assemblaven a l’A-4 alemany, el nou coet incorporava l'estadificació, un nou sistema de control i un nou combustible. Es va provar amb èxit el 21 d'agost de 1957 i es va convertir en el primer ICBM completament operatiu del món el mes següent. Posteriorment es va utilitzar per llançar el primer satèl·lit a l'espai i els seus derivats van llançar totes les naus soviètiques pilotades.

### Desenvolupament de coets estatunidencs

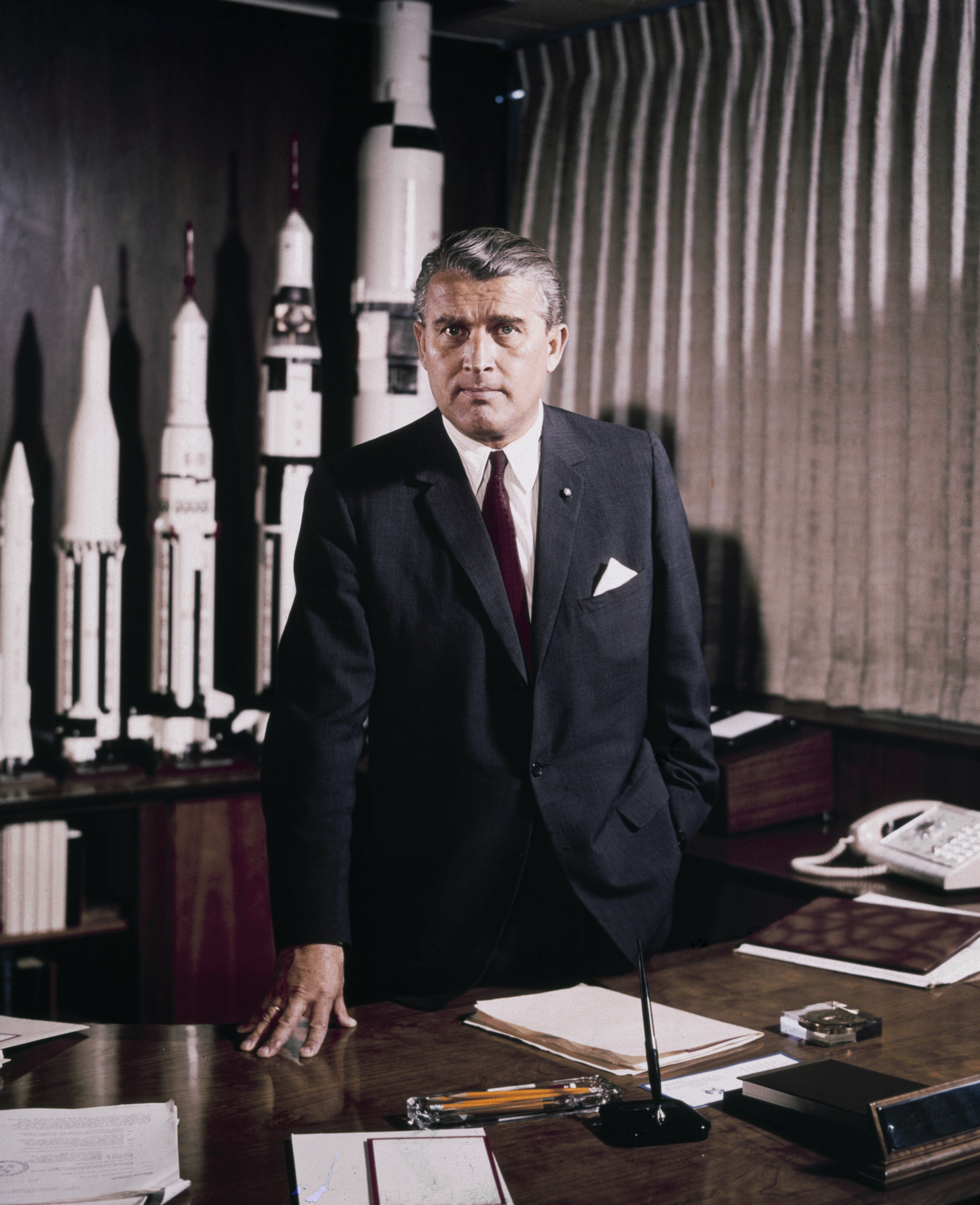
Wernher von Braun es va convertir en el principal enginyer de coets dels Estats Units durant les dècades de 1950 i 1960.

Tot i que el pioner estatunidenc dels coets Robert H. Goddard va desenvolupar, patentar i fer volar petits coets amb propel·lent líquid ja el 1914, es va convertir en un anacoreta quan les seves idees van ser ridiculitzades per un editorial de The New York Times. Això va deixar els Estats Units com l'única de les tres potències principals de la Segona Guerra Mundial a no tenir el seu propi programa de coets, fins que Von Braun i els seus enginyers van ser expatriats el 1945. Els EUA van adquirir un gran nombre de coets V2 i van reclutar von Braun i la majoria del seu equip d'enginyers a l'Operació Paperclip. L'equip va ser enviat al White Sands Proving Ground de l'exèrcit a Nou Mèxic, el 1945. Es van posar a muntar els V2 capturats i van començar un programa per llançar-los i instruir els enginyers estatunidencs en el seu funcionament. Aquestes proves van portar a les primeres fotos de la Terra des de l'espai, i el primer coet de dues etapes, la combinació WAC Corporal-V2, el 1949. L'equip alemany de coets es va traslladar de Fort Bliss al nou Redstone Arsenal de l'exèrcit, situat a Huntsville (Alabama), l'any 1950. Des d'aquí, von Braun i el seu equip van desenvolupar el primer míssil balístic d'abast operatiu mitjà de l'exèrcit, el coet Redstone, derivats del qual van llançar tant el primer satèl·lit estatunidenc com les primeres missions espacials pilotades Mercury. Es va convertir en la base de la família de coets Júpiter i Saturn.

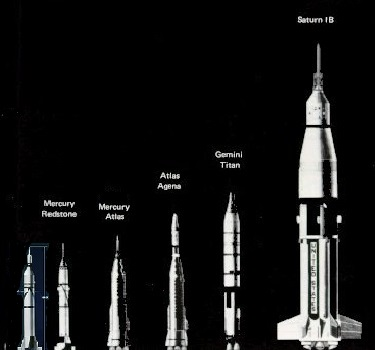
La família estatunidenca de vehicles de llançament per a l'Explorer 1, Mercury, Gemini i Apollo eren un grup variat d'ICBMs i el coet Saturn IB desenvolupat per la NASA.

Cadascun dels serveis armats dels Estats Units tenia el seu propi programa de desenvolupament d'ICBM. La Força Aèria va començar la investigació d'ICBM el 1945 amb l'MX-774. El 1950, von Braun va començar a provar la família de coets PGM-11 Redstone de la Força Aèria a Cap Canaveral. El 1957, un descendent de l'MX-774 de la Força Aèria va rebre finançament de màxima prioritati va evolucionar cap a l'Atlas-A, el primer MBI estatunidenc reeixit. La seva versió actualitzada, l'Atlas-D, més tard va servir com a ICBM nuclear i com a vehicle de llançament orbital per al projecte Mercury i l'Agena target vehicle de control remot utilitzat al projecte Gemini.

## Primers satèl·lits artificials
El 1955, amb els Estats Units i la Unió Soviètica construint míssils balístics que podien ser utilitzats per a llançar objectes a l'espai, l'escenari estava preparat per a la competició nacionalista. En anuncis separats amb quatre dies de diferència, ambdues nacions van anunciar públicament que llançarien satèl·lits artificials de la Terra el 1957 o 1958. El 29 de juliol de 1955, James Hagerty, secretari de premsa del president Dwight D. Eisenhower, va anunciar que Estats Units tenien la intenció de llançar "petits satèl·lits que orbitin al voltant de la Terra" entre l'1 de juliol de 1957 i el 31 de desembre de 1958, com a part de la contribució estatunidenca a l'Any Geofísic Internacional (IGY). Quatre dies més tard, al Sisè Congrés de la Federació Internacional d'Astronàutica celebrat a Copenhaguen, el científic Leonid Sedov va parlar amb periodistes internacionals a l'ambaixada soviètica i va anunciar la intenció del seu país de llançar també un satèl·lit en un "futur proper".

### Planificació soviètica
El 30 d'agost de 1955, Koroliov va aconseguir que l'Acadèmia de Ciències de la Unió Soviètica creés una comissió el propòsit de la qual era batre els estatunidencs a l'òrbita terrestre: aquesta va ser la data d'inici, de facto de la carrera espacial. El Consell de Ministres de la Unió Soviètica va començar una política per tractar el desenvolupament del seu programa espacial com a alt secret. Quan es va aprovar per primera vegada el projecte Spútnik, una de les línies d'acció immediates que va prendre el Politburó fou considerar què calia anunciar al món quant al seu esdeveniment. L'agència TASS va establir precedents per a tots els anuncis oficials sobre el programa espacial soviètic. La informació finalment publicada no oferia detalls sobre qui va construir i va llançar el satèl·lit ni per què es va llançar. No obstant això, el comunicat públic és il·luminador en el que sí revela: "hi ha una gran quantitat de dades científiques i tècniques arcanes... com si volgués aclaparar el lector amb les matemàtiques en absència ni tan sols d'una imatge de l'objecte".
L'ús del secret del programa espacial soviètic va servir tant com a eina per evitar la filtració d'informació classificada entre països, i també per crear una barrera misteriosa entre el programa espacial i la població soviètica. La naturalesa del programa encarnava missatges ambigus sobre els seus objectius, èxits i valors. El programa en si era tan secret que un ciutadà soviètic habitual mai no podria aconseguir una imatge concreta, sinó una imatge superficial de la seva història, activitats presents o esforços futurs. Els llançaments no s'anunciaven fins que no tenien lloc. Els noms dels cosmonautes no es donaven a conèixer fins que no volaven. Els detalls de la missió eren escassos. Els observadors externs no sabien la mida ni la forma dels seus coets o cabines ni de la majoria de les seves naus espacials, excepte els primers Spútniks, les sondes lunars i la sonda Venus.
Tanmateix, la influència militar sobre el programa espacial soviètic pot ser la millor explicació d'aquest secret. L'oficina de disseny OKB-1 de Koroliov estava subordinada al Ministeri de Construcció General de Màquines,encarregat del desenvolupament de míssils balístics intercontinentals, i va continuar donant als seus actius identificadors aleatoris durant la dècada del 1960.
Les declaracions públiques del programa eren uniformement positives: pel que sabia la gent, el programa espacial soviètic mai no havia experimentat un fracàs. Segons l'historiador James Andrews, "Sense gairebé cap excepció, la cobertura de les fites espacials soviètiques, especialment en el cas de les missions espacials humanes, ometia informes de fracàs o problemes".
Dominic Phelan diu al llibre Cold War Space Sleuths:
| « | L'URSS va ser descrita per Winston Churchill com "una endevinalla, embolicada en un misteri, dins d'un enigma"i res no significà això més que la recerca de la veritat darrere del seu programa espacial durant la Guerra Freda. Tot i que la carrera espacial es va jugar literalment. per damunt dels nostres caps, sovint estava enfosquida per una "cortina espacial" figurada que requeria molt d'esforç per veure-hi a través. | » |

### Planificació dels Estats Units
El president Eisenhower inicialment estava preocupat perquè el pas d'un satèl·lit per un estat a una altitud de més de 100 km pogués ser interpretat com una violació de l'espai aeri sobirà d'aquesta nació. Li preocupava que la Unió Soviètica acusés els estatunidencs de sobrevol il·legal, de manera que s'anotés una victòria propagandística a costa seva. Eisenhower i els seus assessors opinaven que la sobirania de l'espai aeri d'una nació no s'estenia més enllà de la línia de Kármán, i van utilitzar l'Any Geofísic Internacional de 1957-58 per establir aquest principi al dret internacional. Eisenhower també temia que pogués causar un incident internacional i ser titllat de "bel·licista" si utilitzava míssils militars com a llançadors. Per tant, va seleccionar el coet Vanguard del Laboratori de Recerca Naval, que era un coet només per a investigació. Això significava que l'equip de von Braun no podia posar un satèl·lit en òrbita amb el seu coet Júpiter-C, ja que estava previst que s'utilitzaria amb finalitats militars en el futur. El 20 de setembre de 1956, von Braun i el seu equip van llançar un Júpiter-C que era capaç de posar un satèl·lit en òrbita, però el llançament es va utilitzar només com una prova suborbital de la tecnologia del vehicle de reentrada.

### Spútnik
Koroliov va rebre la notícia de la prova Júpiter-C de von Braun el 1956 i, en pensar erròniament que es tractava d'una missió satelital que havia fracassat, va accelerar els plans per posar en òrbita el seu propi satèl·lit. Atès que l'R-7 era substancialment més potent que qualsevol dels vehicles de llançament estatunidencs, es va assegurar d'aprofitar al màxim aquesta capacitat en dissenyar l'Objecte D, rus: Объекта Д Obiekta D, com a satèl·lit principal. Se li va donar la designació "D", per distingir-la d'altres designacions de càrrega útil R-7 "A", "B", "V" i "G" que eren càrregues útils d'armes nuclears. L'Objecte D era més petit que els satèl·lits estatunidencs proposats, amb un pes de 1.400 kg, dels quals 300 kg estarien compostos per instruments científics que fotografiarien la Terra, prendrien lectures dels nivells de radiació i comprovarien el camp magnètic del planeta. No obstant això, les coses no anaven bé amb el disseny i la fabricació del satèl·lit, així que el febrer de 1957, Koroliov va demanar i va rebre el permís del Consell de Ministres per construir un Prosteixi Spútnik-1 (PS-1), rus: Простейший Спутник-1 (ПС-1), literalment "Satèl·lit simple 1". El consell també va decretar l'ajornament de l'Objecte D fins a l'abril del 1958. era una esfera metàl·lica que seria una nau molt més lleugera, amb un pes de 83,8 kg i un diàmetre de 58 centímetres. El satèl·lit no comptaria amb la complexa instrumentació que tenia l'Objecte D, però tenia dos transmissors de ràdio que operaven en diferents freqüències d'ona curta, la capacitat de detectar si un meteoroide penetrava al seu casc de pressió, i la capacitat de detectar la densitat de la termosfera de la Terra.
| Beep ... beep ... beep                                  |
|                                                         |
| Els senyals de l'Sputnik 1 van continuar durant 22 dies |
|                                                         |

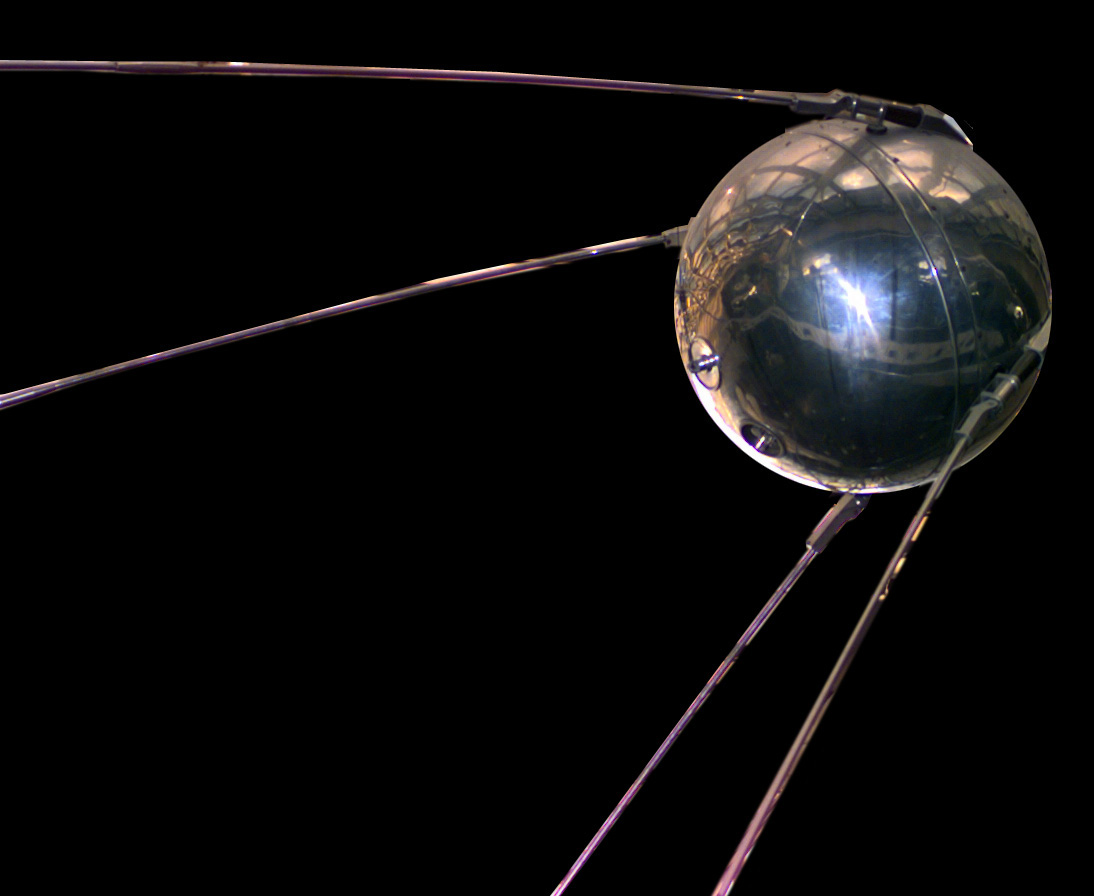
Rèplica del primer satèl·lit artificial Spútnik 1, 1957

Koroliov estava animat pels primers llançaments reeixits del coet R-7 a l'agost i setembre, que van aplanar el camí per al llançament de l'Spútnik. Va arribar la notícia que els EUA planejaven anunciar un gran avenç en una conferència de l'Any Geofísic Internacional a l'Acadèmia Nacional de Ciències a Washington DC, amb un article titulat Satellite Over the Planet el 6 d'octubre de 1957. Koroliov va anticipar que von Braun podria llançar un Júpiter C amb una càrrega útil de satèl·lit el 4 o 5 d'octubre, juntament amb el document. Va decidir d'accelerar el llançament i el va traslladar al 4 d'octubre. El vehicle de llançament per al PS-1 era un R-7 modificat - vehicle 8K71PS número M1-PS - sense gran part de l'equip de proves i de ràdio que estava present als llançaments anteriors. Va arribar a la base de míssils soviètica de Tiura-Tamal setembre i es va preparar per a la seva missió en el lloc de llançament número u. El primer llançament va tenir lloc el divendres 4 d'octubre de 1957 exactament a les 22:28:34 hora de Moscou, amb el R-7 i l'ara anomenat satèl·lit Spútnik 1 enlairant-se de la plataforma de llançament i col·locant la "lluna" artificial en òrbita uns minuts més tard. Aquest "company de viatge", com es tradueix el seu nom en català, era una petita bola sonora de menys de 60 centímetres de diàmetre i menys de 90 quilos de pes. Però les celebracions es van silenciar al centre de control del llançament fins que l'estació de seguiment de l'Extrem Orient a Kamtxatka va rebre els primers xiulets distintius dels transmissors de ràdio de l'Spútnik 1, que indicaven que estava en camí de completar la seva primera òrbita. Uns 95 minuts després del llançament, el satèl·lit va sobrevolar el seu lloc de llançament i els seus senyals de ràdio van ser captats pels enginyers i el personal militar de Tiura-Tam: va ser llavors quan Koroliov i el seu equip van celebrar l'èxit de la posada en òrbita terrestre del primer satèl·lit artificial.

### Reacció dels Estats Units

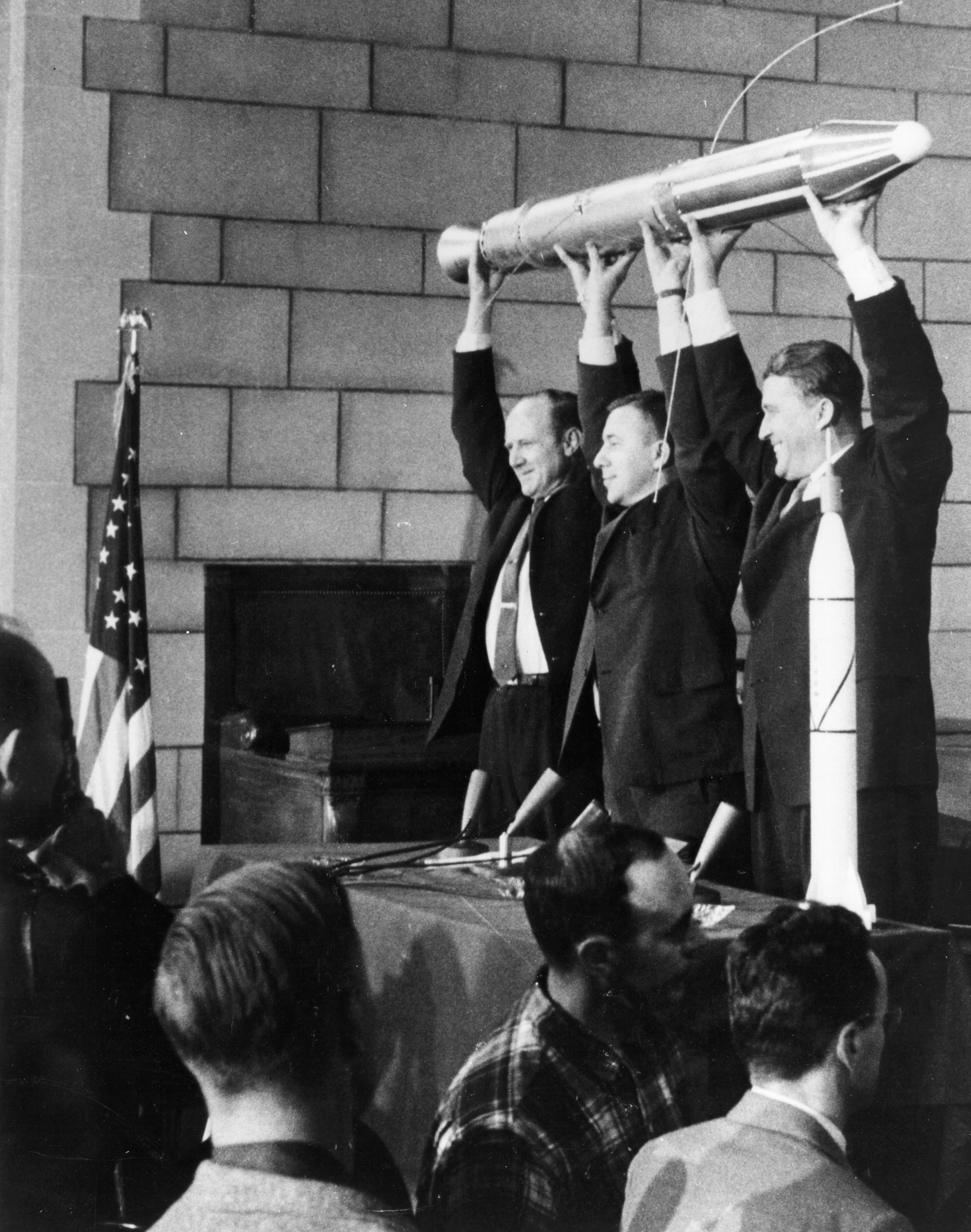
William Hayward Pickering, James Van Allen i Wernher von Braun mostren un model a escala real de l'Explorer 1 en una conferència de premsa a Washington DC després de confirmar-se que el satèl·lit estava en òrbita

L'èxit soviètic va suscitar una gran preocupació als Estats Units. Per exemple, l'economista Bernard Baruch va escriure en una carta oberta titulada "Les lliçons de la derrota"al New York Herald Tribune:
| « | Mentre nosaltres dediquem la nostra potència industrial i tecnològica a produir nous models d'automòbils i més artefactes, la Unió Soviètica conquereix l'espai. ... És Rússia, i no els Estats Units, qui ha tingut la imaginació d'enganxar el seu carro a les estrelles i l'habilitat d'assolir la Lluna i gairebé agafar-la. Els Estats Units estan preocupats. Ho haurien d'estar. | » |

Eisenhower va ordenar que el projecte Vanguard avancés el seu calendari i llancés el seu satèl·lit molt abans del previst inicialment. El fracàs del llançament del Projecte Vanguard, ocorregut el 6 de desembre de 1957 a l'Estació de la Força Espacial de Cap Canaveral, a Florida, va ser retransmès en directe davant l'audiència de la televisió estatunidenca. Va ser un fracàs monumental en esclatar uns segons després del llançament, i es va convertir en una broma internacional. El satèl·lit va aparèixer als diaris amb els noms de Flopnik, Stayputnik, Kaputnik,A les Nacions Unides, el delegat soviètic va oferir al representant estatunidenc ajuda "en el marc del programa soviètic d'assistència tècnica a les nacions endarrerides". Només arran d'aquest fracàs tan públic, l'equip Redstone de von Braun va obtenir el vistiplau per llançar el coet Júpiter-C tan bon punt va poder. Al Regne Unit, aliat occidental dels Estats Units a la Guerra Freda, la reacció va ser variada: alguns van celebrar que els soviètics haguessin arribat a l'espai primer, mentre que altres temien el potencial destructiu que podrien suposar els usos militars de les naus espacials.
El 31 de gener de 1958, gairebé quatre mesos després del llançament de l'Spútnik 1, von Braun i els Estats Units van llançar amb èxit el seu primer satèl·lit en un coet Juno I de quatre etapes derivat del míssil Redstone de l'exèrcit estatunidenc, a Cap Canaveral. El satèl·lit Explorer 1 tenia una massa de 13,91 kgi la seva càrrega útil era de 8,32 kg. Tranportava un mesurador de micrometeorits i un tub Geiger-Müller. Va entrar i va sortir del cinturó de radiació que abasta la Terra amb la seva òrbita de 194 per 1.368 milles nàutiques (360 per 2.534 km), amb la qual cosa va saturar la capacitat del tub i va demostrar el que el Dr. James Van Allen, un científic espacial de la Universitat d'Iowa, havia teoritzat.
El cinturó, anomenat cinturó de radiació de Van Allen, és una zona en forma d'anell d'alta intensitat de radiació al voltant de la Terra per damunt de l'equador magnètic.Van Allen va ser també l'home que va dissenyar i construir la instrumentació del satèl·lit Explorer 1. El satèl·lit mesurava tres fenòmens: els nivells de raigs còsmics i de radiació, la temperatura a la nau espacial i la freqüència de col·lisions amb micrometeorits. El satèl·lit no tenia memòria per a l'emmagatzematge de dades, per la qual cosa havia de transmetre contínuament.Al març de 1958 es va posar en òrbita un segon satèl·lit amb instruments de raigs còsmics augmentats.

#### Creació de la NASA
El 2 d'abril del 1958, el president Eisenhower va reaccionar davant el lideratge espacial soviètic en el llançament del primer satèl·lit i va recomanar al Congrés dels Estats Units la creació d'una agència civil que dirigís les activitats espacials no militars. El Congrés, dirigit pel líder de la majoria del Senat, Lyndon B. Johnson, va respondre aprovant la National Aeronautics and Space Act, que Eisenhower va sancionar com a llei el 29 de juliol de 1958. Aquesta llei va convertir el Comitè Consultiu Nacional d'Aeronàutica en l'Administració Nacional d'Aeronàutica i de l'Espai (NASA, per les seves sigles en anglès). També va crear un Comitè d'Enllaç Civil-Militar, nomenat pel president, responsable de coordinar els programes espacials civils i militars de la nació.
El 21 d'octubre del 1959, Eisenhower va aprovar el traspàs a la NASA de les altres activitats de l'exèrcit relacionades amb l'espai. L'1 de juliol de 1960, el Redstone Arsenal es va convertir al Centre de Vol Espacial Marshall de la NASA, amb von Braun com a primer director. El desenvolupament de la família de coets Saturn, que quan estigués madura donaria als Estats Units la paritat amb els soviètics en termes de capacitat d'enlairament, es transferí així a la NASA.

## Sondes lunars robòtiques
El 1958, Koroliov va millorar el R-7 per poder llançar una càrrega útil de 400 kg a la Lluna. El programa Luna va començar amb tres intents secrets fallits, el 1958, de llançar sondes d'impacte de la classe Luna E-1. El quart intent, la Luna 1, 
es va llançar amb èxit el 2 de gener de 1959, però no va arribar a la Lluna. El cinquè intent, el 18 de juny, també va fracassar al llançament. La Luna 2, de 390 quilos, va impactar amb èxit a la Lluna el 14 de setembre de 1959. La Luna 3, de 278.5 kg, va sobrevolar amb èxit la Lluna i va enviar imatges de la seva cara oculta el 7 d'octubre de 1959. En total, el programa Luna va fer aterrar amb èxit un impactador de sis intents; un sobrevol de tres intents; dos aterradors suaus de 13 intents; sis orbitadors de vuit intents; dos rovers lunars de tres intents; i tres retorns de mostres de 11 intents.
Els Estats Units es van embarcar al programa Ranger el 1959, gestionat pel Laboratori de Propulsió a Raig de la NASA. La Block I Ranger 1 i la Ranger 2 van patir errors en el llançament de l'Atlas-Agena a l'agost i novembre de 1961. La Block II Ranger 3, de 330 kg, va ser llançada amb èxit el 26 de gener de 1962, però no va arribar a la Lluna. La Ranger 4, de 330 kg, es va convertir en la primera nau espacial estatunidenca a arribar a la Lluna, però els seus panells solars i el seu sistema de navegació van fallar a prop de la Lluna i es va estavellar contra la cara oculta sense aportar cap dada científica. La Ranger 5 es va quedar sense energia i no va arribar a la Lluna per 725 quilòmetres (391 milles nàutiques) el 21 d'octubre de 1962. La primera missió reeixida de la Ranger va ser la Block III Ranger 7, de 366 kg, que va impactar el 31 de juliol de 1964. El projecte Ranger va tenir tres impactes reeixits de nou intents.
El programa Pioneer va dur a terme un sobrevol lunar amb èxit, la Pioneer 4, el març de 1959. El programa Surveyor va realitzar cinc aterratges suaus de set intents entre 1966 i 1968. El programa Lunar Orbiter va tenir cinc èxits de cinc intents el 1966-1967.

## Primers mamífers a l'espai

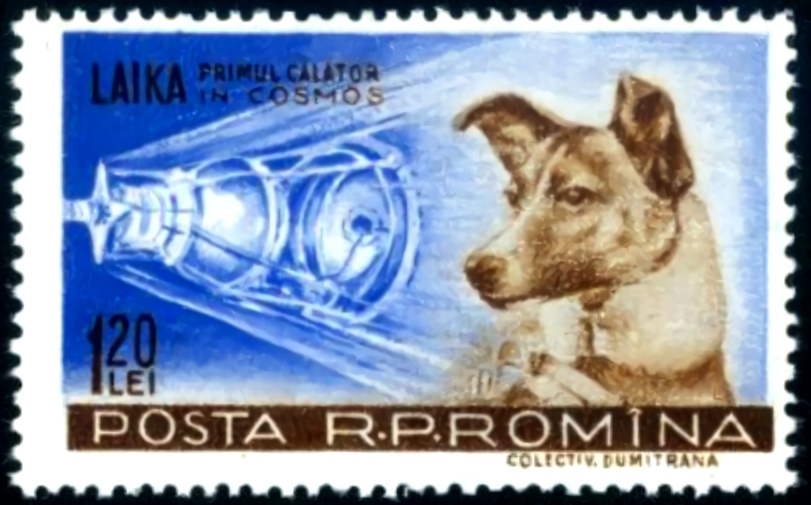
Laika en un segell de correus romanès

El 22 de juliol de 1951, a les 4 del matí, des del camp de proves de Kapustin Iar, els gossos Dézik i Tsigan van ascendir a una altitud de 110 km. Van ser els primers mamífers del planeta Terra a creuar la línia de Kármán i tornar amb vida.
L'URSS va enviar la gossa Laika a bord de l'Spútnik 2 el 3 de novembre de 1957 per a un vol de deu dies. Encara no disposaven de la tecnologia necessària per fer tornar Laika a la Terra de forma segura, i el govern va informar que Laika va morir quan es va esgotar l'oxigen, però a l'octubre de 2002 es va informar que la veritable causa de la seva mort va ser l'estrès i el sobreescalfament a la quarta òrbita a causa d'una fallada del sistema d'aire condicionat. En una conferència de premsa a Moscou el 1998, Oleg Gazenko, un científic soviètic d'alt nivell que va participar en el projecte, va declarar:
| « | Com més temps passa, més ho lamento. No vam aprendre prou de la missió per justificar la mort del gos... | » |

El 19 d'agost de 1960, els gossos Belka i Strelka van ser enviats a l'òrbita a bord de l'Spútnik 5 i van tornar sans i estalvis.
Els estatunidencs van enviar el ximpanzé Ham en un vol suborbital de la càpsula Mercury a la Mercury-Redstone 2 i el van recuperar sa i estalvi el 31 de gener de 1961.
El ximpanzé Enos va ser llançat a la Mercury-Atlas 5 el 29 de novembre de 1961 en el que se suposava que seria un vol de tres òrbites. No obstant això, la missió va ser avortada després de dues òrbites a causa del sobreescalfament de la càpsula i un mal funcionament de la prova de "condicionament d'evitació" que el va sotmetre a diverses descàrregues elèctriques no desitjades.
Finalment, el 1968, es van enviar dues tortugues de Horsfield a bord de la sonda soviètica Zond-5, que va orbitar la Lluna.

## Primers humans a l'espai
Les propostes que van existir a l'URSS i als EUA a la segona meitat dels anys 50 per organitzar vols suborbitals per part de pilots en coets geofísics modificats de gran altitud no es van dur a terme.
Al desembre de 1960, les cèl·lules HeLa van ser les primeres a volar en un satèl·lit soviètic. El setembre del 1968, a bord de la nau espacial soviètica Zond-5, uns cultius de cèl·lules HeLa van fer la volta a la Lluna i van retornar a la Terra, amb la qual cosa es convertiren en un dels primers objectes biològics a assolir l'òrbita lunar. Les observacions van mostrar que les cèl·lules humanes funcionaven normalment en els vols espacials.

### Vostok

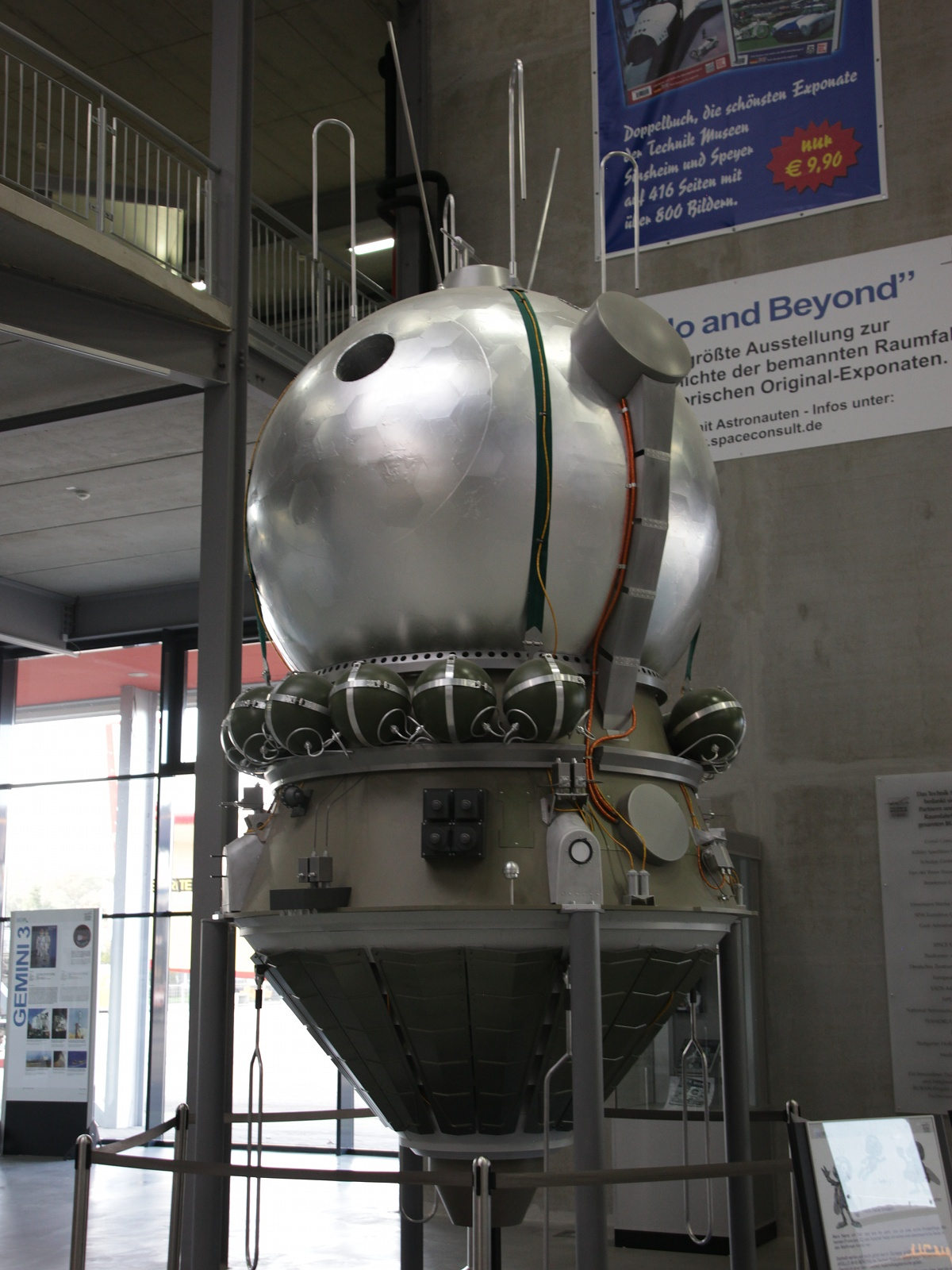
Rèplica del bus de les naus espacials Zenit i Vostok

Els soviètics van dissenyar la seva primera càpsula espacial humana utilitzant el mateix bus satel·litari que al seu satèl·lit espia Zenit,la qual cosa els va obligar a mantenir en secret els detalls i la veritable aparença fins després que el programa Vostok hagués acabat. La nau constava d'un mòdul de descens esfèric amb una massa de 2,46 tones i un diàmetre de 2,3 metres, amb una cabina interior cilíndrica que albergava el cosmonauta, els instruments i el sistema d'escapament; i un mòdul d'instruments bicònic amb una massa de 2,27 tones, 2,25 metres de llarg i 2,43 metres de diàmetre, que contenia el sistema de motors i el propulsor. Després de la reentrada, el cosmonauta seria ejectat a uns 7.000 metres sobre l'URSS i descendiria en paracaigudes, mentre que la càpsula aterraria per separat, ja que el mòdul de descens realitzava un aterratge extremadament brusc que podria haver deixat un cosmonauta greument ferit. La "nau espacial Vostok" es va exhibir per primera vegada a l'exhibició aèria de Tuixino el juliol de 1961, muntada a la tercera etapa del seu vehicle de llançament, amb el con del nas al seu lloc ocultant la càpsula esfèrica. S'hi va afegir una secció de cua amb vuit aletes en un aparent intent de confondre els observadors occidentals. També va aparèixer en segells commemoratius oficials i en un documentari. Els soviètics van revelar finalment el veritable aspecte de la seva càpsula Vostok a l'Exposició Econòmica de Moscou d'abril de 1965.

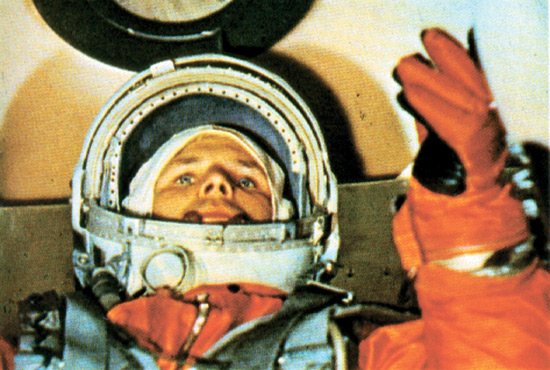
Gagarin abans d'iniciar el vol

El 12 d'abril de 1961, l'URSS va sorprendre el món llançant Iuri Gagarin a una òrbita única de 108 minuts al voltant de la Terra en una nau anomenada Vostok 1. Apodaren Gagarin el primer cosmonauta, traduït aproximadament del rus i el grec com a "navegant de l'univers". La càpsula de Gagarin va volar de manera automàtica, ja que els metges no sabien què li passaria a un ésser humà en la ingravidesa de l'espai; però Gagarin va rebre un sobre amb el codi que desbloquejaria el control manual en cas d'emergència.
Gagarin es va convertir en un heroi nacional de la Unió Soviètica i del Bloc Oriental, i en una celebritat mundial. A Moscou i altres ciutats de l'URSS van tenir lloc massives manifestacions, la magnitud de les quals només fou superada per la Desfilada de la Victòria de la Segona Guerra Mundial de 1945. El 12 d'abril va ser declarat Dia de la cosmonàutica a l'URSS, i avui dia se celebra a Rússia com una de les "Dates Commemoratives de Rússia". El 2011, va ser declarat Dia Internacional del Vol Espacial Humà per les Nacions Unides.
A principis de la dècada del 1960, l'URSS va aprofitar i va consolidar el seu èxit a la carrera espacial. Fins i tot abans del llançament de la primera nau espacial orbital estatunidenca, l'URSS va realitzar el segon vol (Vostok 2). Un any més tard (11 d'agost de 1962) va tenir lloc el primer vol espacial en grup (Vostok 3 i Vostok 4), i un any més tard (16 de juny de 1963 (a la nau Vostok 6) va volar a l'espai la primera (i durant les dues dècades següents l'única) dona cosmonauta, Valentina Tereixkova. com una maniobra de propaganda, i possiblement com a experiment mèdic. Va ser l'única que va volar d'un petit grup de dones paracaigudistes que treballaven en una fàbrica (a diferència dels cosmonautes masculins que eren pilots de prova militars), elegida pel cap de formació de cosmonautes perquè va llegir un article sensacionalista sobre el grup de dones "Mercury 13" que volien ser astronautes, i va tenir la idea errònia que la NASA estava realment interessada en això.Cinc mesos després del seu vol, Tereixkova es va casar amb el cosmonauta de la Vostok 3 Andrian Nikolàiev,i van tenir una filla.

### Mercury

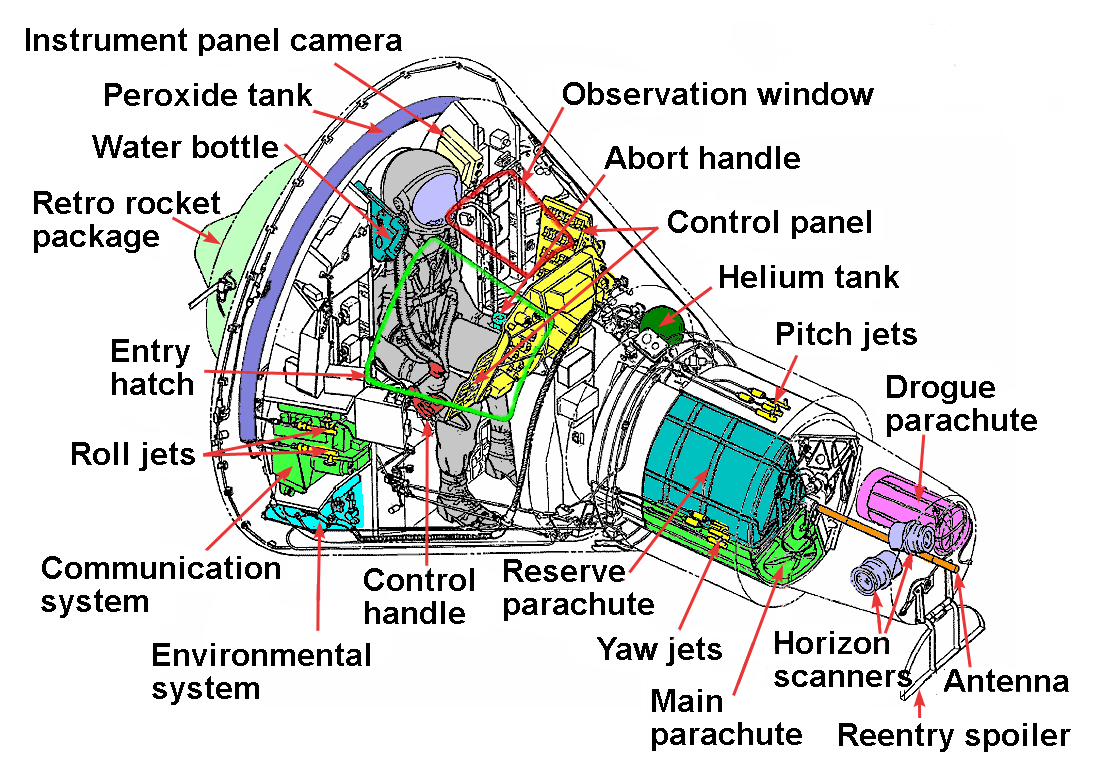
Secció de la càpsula Mercury

El principal dissenyador de la nau Mercury fou Maxime Faget, que va iniciar la investigació per als vols espacials tripulats durant l'època de la NACA. Consistia en una càpsula cònica amb un paquet cilíndric de tres retrocoets de combustible sòlid fixats sobre un escut tèrmic de beril·li o plàstic reforçat amb fibra de vidre a l'extrem rom. El diàmetre de la base a l'extrem rom era d'1,8 m i la longitud de 3,3 m; amb el sistema d'd'escapament de llançament afegit, la longitud total era de 7,9 m. Amb 2,8 m3 de volum habitable, la càpsula era prou gran per a un sol astronauta. La primera nau suborbital pesava 1.400 kg; la més pesada, la Mercury-Atlas 9, pesava 1.400 kg a plena càrrega. A la reentrada, l'astronauta romandria a la nau fins a l'amaratge per paracaigudes a l'oceà Atlàntic.

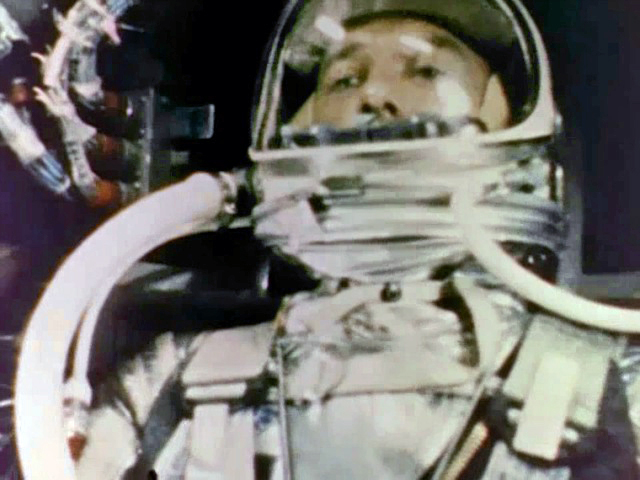
Alan Shepard, primer estatunidenc a l'espai, 1961

El 5 de maig de 1961, Alan Shepard es va convertir en el primer estatunidenc que arribava a l'espai, en fer un vol suborbital a una altitud de 187 km a bord de la Mercury-Redstone 3, a la qual va anomenar Freedom 7. Tot i que no va assolir l'òrbita com Gagarin, va ser la primera persona que va exercir un control manual sobre l'orientació de la seva nau espacial i l'encesa dels retrocoets. Després del seu reeixit retorn, Shepard fou aclamat com un heroi nacional, honrat amb desfilades a Washington, Nova York i Los Angeles, i va rebre la Medalla de Servei Distingit de la NASA de mans del president John F. Kennedy.

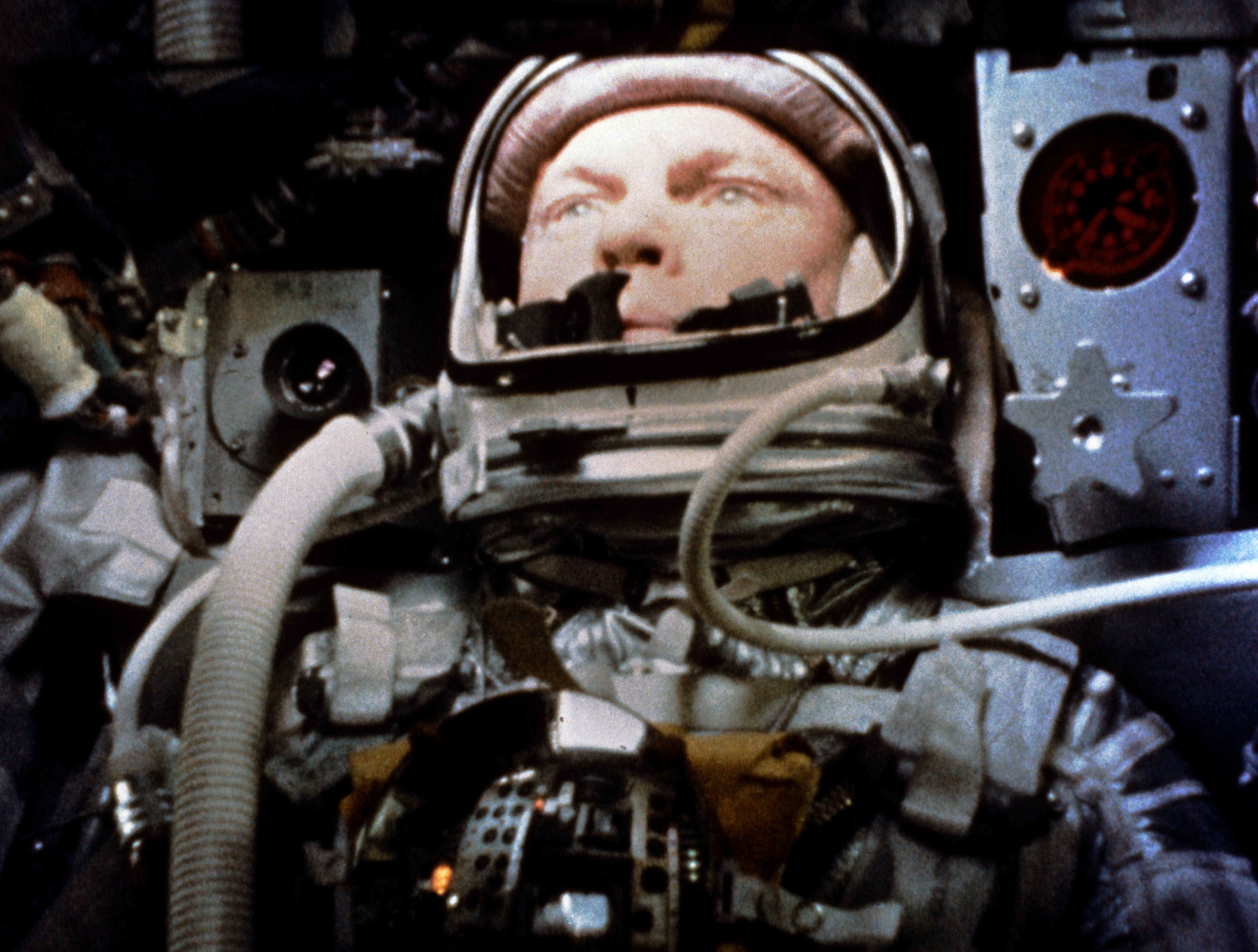
John Glenn, primer estatunidenc en òrbita, 1962

L'estatunidenc Virgil "Gus" Grissom va repetir el vol suborbital de Shepard al Liberty Bell 7 el 21 de juliol de 1961. Gairebé un any després que la Unió Soviètica posés en òrbita a un ésser humà, l'astronauta John Glenn es va convertir en el primer estatunidenc a orbitar la Terra, el 20 de febrer de 1962. La seva missió Mercury-Atlas 6 va completar tres òrbites a la nau Friendship 7, i va caure sa i estalvi a l'oceà Atlàntic, després d'una tensa reentrada, a causa del que, segons les dades de telemetria, semblava ser un escut tèrmic solt. El 23 de febrer de 1962, el president Kennedy va concedir a Glenn la Medalla al Servei Distingit de la NASA en una cerimònia celebrada a l'Estació de la Força Espacial de Cap Canaveral. En ser el primer estatunidenc en òrbita, Glenn es va convertir en un heroi nacional i va rebre una ticker tape parade a la ciutat de Nova York que recordava la de Charles Lindbergh.
Estats Units va llançar tres vols més Mercury després del de Glenn: Aurora 7, el 24 de maig de 1962, va duplicar les tres òrbites de Glenn, Sigma 7, el 3 d'octubre de 1962, sis òrbites, i Faith 7, el 15 de maig del 1963, 22 òrbites (32,4 hores), la capacitat màxima de la nau. Al principi, la NASA pretenia llançar una missió més, i ampliar la resistència de la nau a tres dies, però com que això no batria el rècord soviètic, es va decidir concentrar-se en el desenvolupament del projecte Gemini.

## Kennedy apunta a la Lluna
Són temps extraordinaris. I ens enfrontem a un repte extraordinari. La nostra força, així com les nostres conviccions, han imposat a aquesta nació el paper de líder en la causa de la llibertat.
... si volem guanyar la batalla que s'està duent a terme arreu del món entre la llibertat i la tirania, els dramàtics èxits a l'espai que es van produir durant les últimes setmanes haurien de deixar-nos a tots clar, com ho va fer l'Spútnik el 1957, l'impacte. d'aquesta aventura a la ment dels homes de tot arreu, que intenten prendre una determinació sobre el camí que han de seguir... Ara és hora de fer passos més llargs, és hora d'una gran empresa estatunidenca, és hora que aquesta nació tingui un paper clarament líder en l'assoliment de l'espai, que en molts aspectes pot ser la clau del nostre futur a la Terra.
... si volem guanyar la batalla que es lliura ara a tot el món entre la llibertat i la tirania, els dramàtics èxits a l'espai ocorreguts les últimes setmanes haurien de deixar-nos a tots clar, com ho va fer l'Sputnik el 1957, l'impacte d'aquesta aventura a les ments dels homes de tot el món, que intenten prendre una determinació sobre el camí que han de seguir. ... Ara és el moment de fer passos més llargs, ara és l'hora d'una gran empresa estatunidenca, el moment que aquesta nació assumeixi un paper clarament principal en l'assoliment de l'espai, que en molts aspectes pot tenir la clau del nostre futur a la Terra.
... Reconeixent l'avantatge obtingut pels soviètics amb els seus grans motors de coets, que els dona molts mesos d'avantatge, i reconeixent la probabilitat que explotin aquest avantatge durant algun temps amb èxits encara més impressionants, ens veiem obligats, però, a fer nous esforços pel nostre compte.
... Crec que aquesta nació s'ha de comprometre a assolir l'objectiu, abans que s'acabi aquesta dècada, de fer aterrar un home a la Lluna i tornar-lo sa i estalvi a la Terra. Cap projecte espacial d'aquest període serà més impressionant per a la humanitat, ni més important per a l'exploració de l'espai a llarg termini, i cap no serà tan difícil o costós d'aconseguir.
... Que quedi clar que estic demanant al Congrés i al país que acceptin un compromís ferm amb una nova línia d'acció —un projecte que durarà molts anys i comportarà costos molt elevats: 531 milions de dòlars l'any fiscal '62 — un cost estimat de set a nou mil milions de dòlars addicionals en els propers cinc anys. Si hem d'anar només a la meitat del camí, o reduir les nostres mires davant les dificultats, al meu parer seria millor no anar-hi en absolut. 
Abans del vol de Gagarin, el suport del president estatunidenc John F. Kennedy al programa espacial pilotat era tebi. Jerome Wiesner, del MIT, que va ser assessor científic dels presidents Eisenhower i Kennedy, i ell mateix un opositor a l'enviament d'éssers humans a l'espai, va assenyalar: 
| « | Si Kennedy hagués pogut optar per no fer un gran programa espacial sense perjudicar el país al seu judici, ho hauria fet. | » |

Fins al març de 1961 quan l'administrador de la NASA, James E. Webb, va presentar una sol·licitud de pressupost per finançar un allunatge abans de 1970, Kennedy l'havia rebutjada perquè simplement era massa cara.Alguns es van sorprendre per l'eventual suport de Kennedy a la NASA i al programa espacial a causa de la freqüència amb què havia atacat la ineficàcia de l'administració Eisenhower durant les eleccions.
El vol de Gagarin va canviar aquesta situació; ara Kennedy percebia la humiliació i la por del estatunidencs davant del lideratge soviètic. A més, la invasió de Bahía de Cochinos planejada abans que comencés el seu mandat però executada durant aquest, va suposar una vergonya per a la seva administració a causa del colossal fracàs de les forces estatunidenques.
A la recerca d'alguna cosa per salvar la cara política, va enviar un memoràndum datat el 20 d'abril del 1961, al vicepresident Lyndon B. Johnson, on li demanava que investigués l'estat del programa espacial estatunidenc, i els programes que podrien oferir a la NASA l'oportunitat de posar-se al dia. Les dues opcions principals en aquell moment eren l'establiment d'una estació espacial orbital terrestre o un aterratge amb tripulació a la Lluna. Johnson, al seu torn, va consultar von Braun, que va respondre les preguntes de Kennedy basant-se en les seves estimacions sobre la capacitat d'elevació dels coets estatunidencs i soviètics. A partir d'això, Johnson va respondre a Kennedy, concloent que es necessitava molt més per assolir una posició de lideratge, i va recomanar que l'allunatge tripulat fos prou llunyà en el futur perquè els Estats Units tinguessin una oportunitat de lluitar per aconseguir-lo abans.
Finalment, Kennedy va decidir dur a terme el que va esdevenir el programa Apollo, i el 25 de maig va aprofitar per demanar el suport del Congrés en un discurs sobre la Guerra Freda titulat "Missatge especial sobre les necessitats nacionals urgents"
Va justificar el programa en termes de la seva importància per a la seguretat nacional, i el seu enfocament de les energies de la nació en altres camps científics i socials. Va reclamar el suport popular per al programa en el seu discurs 12 de setembre de 1962 We choose to go to the Moon, el 12 de setembre de 1962, davant una gran multitud a l'estadi de la Universitat de Rice, a Houston, Texas, prop del lloc de construcció del les noves instal·lacions del Centre Espacial Lyndon B. Johnson.
Khrusxov va respondre al desafiament de Kennedy amb el silenci, i va refusar de confirmar o negar públicament que els soviètics estiguessin duent a terme una "cursa lunar". Com es va revelar posteriorment, la Unió Soviètica desenvolupava en secret dos programes lunars amb tripulació que competien entre si. El decret soviètic 655-268, Sobre el treball per a l'exploració de la Lluna i el domini de l'espai, publicat l'agost de 1964, ordenava a Vladímir Txelomei que desenvolupés un programa de sobrevol de la Lluna amb un primer vol previst per a finals de 1966, i a Koroliov que desenvolupés el programa d'allunatge amb un primer vol per a finals de 1967. El setembre del 1965, el programa de sobrevol de Txelomei va ser assignat a Koroliov, el qual va redissenyar la missió cislunar per utilitzar la seva pròpia nau espacial Soiuz 7K-L1 i el coet Proton de Txelomei. Després de la mort de Koroliov el gener de 1966, un altre decret governamental de febrer de 1967 va traslladar el primer sobrevol tripulat a mitjans de 1967, i el primer aterratge tripulat a finals de 1968.

### Proposta de programa conjunt EUA-URSS
Després d'un primer acord Dryden-Blagonràvov entre els EUA i l'URSS i la cooperació al globus-satèl·lit Echo II el 1962, el president Kennedy va proposar el 20 de setembre de 1963, en un discurs davant l'Assemblea General de les Nacions Unides, que els Estats Units i la Unió Soviètica unissin les seves forces per arribar a la Lluna. Kennedy va canviar així d'opinió sobre la conveniència de la carrera espacial i preferí, en canvi, alleujar les tensions amb la Unió Soviètica tot cooperant en projectes com un allunatge conjunt. El primer ministre soviètic Nikita Khrusxov va rebutjar inicialment la proposta de Kennedy.No obstant això, el 2 d'octubre de 1997 es va informar que el fill de Khrusxov, Serguei, va afirmar que Khrusxov estava disposat a acceptar la proposta de Kennedy en el moment de l'assassinat d'aquest, el 22 de novembre de 1963. Durant les setmanes següents, va arribar a la conclusió que ambdues nacions podrien obtenir beneficis econòmics i tecnològics amb una empresa conjunta, i havia decidit d'acceptar l'oferta de Kennedy basant-se en la relació que havien mantingut durant els seus anys com a líders de les dues superpotències mundials, però va canviar d'opinió i va abandonar la idea perquè no tenia la mateixa confiança en el successor de Kennedy, Lyndon Johnson.
No obstant això, es va produir certa cooperació en l'àmbit de l'exploració espacial robòtica,com l'anàlisi combinada de les dades de les missions Venera 4–Mariner 5 en el marc d'un grup de treball conjunt soviètic-estatunidenc del COSPAR el 1969, que va permetre dibuixar un perfil més complet de l'atmosfera de Venus.
Com a president, Johnson va continuar amb fermesa els programes Gemini i Apollo, i els va promoure com el llegat de Kennedy als estatunidencs. Una setmana després de la mort de Kennedy, va dictar l'Ordre executiva 11129,en què canviava nom de les instal·lacions de llançament de Cap Canaveral i Apollo pel nom de Kennedy.

## Primera nau espacial tripulada
Al gener de 1962, els Estats Units van anunciar el projecte Gemini, una nau espacial per a dues persones que serviria de suport a la posterior nau Apollo, de tres persones, mitjançant el desenvolupament de les tecnologies clau dels vols espacials: trobada i acoblament de dues naus, durades de vol suficients per anar a la Lluna i tornar, i activitat extravehicular per realitzar treballs fora de la nau espacial.
Mentrestant, Koroliov havia planificat més missions a llarg termini per a la nau espacial Vostok, i tenia quatre Vostoks en diverses etapes de fabricació a finals de 1963 a les seves instal·lacions OKB-1. Els plans anunciats pel estatunidencs per a Gemini representaven representar grans avenços sobre les càpsules Mercury i Vostok, i Koroliov va sentir la necessitat d'intentar vèncer els estatunidencs en moltes d'aquestes innovacions. Ja havia començat a dissenyar la substitució de la Vostok, la Soiuz de nova generació, una nau espacial per a diversos cosmonautes que tenia almenys les mateixes capacitats que la nau espacial Gemini. De tota manera, la Soiuz no estaria disponible fins al cap d'uns tres anys, i no s'hi podria recórrer per fer front a aquest nou desafiament estatunidenc el 1964 o el 1965. La pressió política a principis de 1964 - que segons algunes fonts procedia de Khrusxov, mentre que segons altres procedia d'altres funcionaris del Partit Comunista - el va empènyer a modificar les seves quatre Vostoks restants per superar els estatunidencs en noves primícies espacials quant a la mida de les tripulacions de vol i la durada de les missions.

### Voskhod

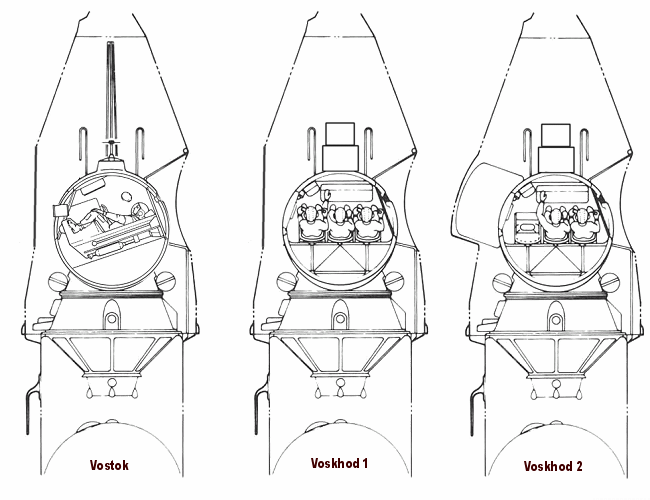
Koroliov va modificar la càpsula Vostok, d'una sola persona, perquè pogués transportar tres persones, o dues més una resclosa d'aire per poder fer una caminada espacial.

La conversió per part de Koroloiov de les seves càpsules Vostok sobrants a la nau espacial Voskhod va permetre que el programa espacial soviètic s'avancés al programa Gemini en aconseguir el primer vol espacial amb una tripulació de diverses persones, i el primer "passeig espacial". La Gemini va trigar un any més del previst a realitzar el seu primer vol, per la qual cosa la Voskhod 1 es va convertir en el primer vol espacial amb una tripulació de tres persones el 12 d'octubre del 1964. L'URSS es vantà d'un altre "èxit tecnològic" durant aquesta missió: va ser el primer vol espacial en què els cosmonautes van treballar en mànigues de camisa. No obstant això, el fet de volar sense vestits espacials no va ser degut a les millores en la seguretat dels sistemes ambientals de la nau soviètica, sinó que el limitat espai de la cabina de la nau no permetia l'ús de vestits espacials. Volar sense vestits espacials exposava els cosmonautes a un risc significatiu en cas de despressurització de la cabina, potencialment mortal. Això no es va repetir fins que no va volar el mòdul de comandament estatunidenc Apollo el 1968; la cabina del mòdul de comandament es va dissenyar per transportar tres astronautes en un entorn de baixa pressió, oxigen pur i en mànigues de camisa mentre eren a l'espai.
El 18 de març de 1965, aproximadament una setmana abans del primer vol espacial pilotat del Projecte Gemini, l'URSS va llançar la missió Voskhod 2 de dos cosmonautes, amb Pàvel Beliàiev i Aleksei Leónov. Les modificacions del disseny de Voskhod 2 incloïen l'addició de una resclosa inflable per permetre l'activitat extravehicular (EVA), també coneguda com a caminada espacial, mentre es mantenia la cabina pressuritzada perquè l'electrònica de la càpsula no se sobreescalfés. Leónov va realitzar la primera EVA de la història com a part de la missió. Es va evitar per poc una mort quan el vestit espacial de Leonov es va expandir en el buit de l'espai, un fet que li impedia de tornar a entrar a la resclosaPer superar aquesta situació, va haver de despressuritzar parcialment el seu vestit espacial fins a un nivell potencialment perillós.Va aconseguir tornar a entrar amb seguretat a la nau espacial, però ell i Beliàiev es van enfrontar a altres reptes quan els controls atmosfèrics de la nau van inundar la cabina amb un 45% d'oxigen pur, que va haver de ser reduït a nivells acceptables abans de la reentrada. A més, el sistema de descens automàtic no va funcionar abans de l'aterratge. Pavel Beliàiev va pilotar manualment la nau i va encendre els retrocoets. Com a resultat, la Voskhod va aterrar fora de la zona prevista, aproximadament a 70 km a l'oest de Solikamsk i 180 km al nord de Perm. Els equips de rescat no van arribar a la càpsula fins a 24 hores després.
El 16 d'octubre de 1964, Leonid Bréjnev i un petit grup d'alts funcionaris del Partit Comunista van deposar Khrusxov com a líder del govern soviètic un dia després de l'aterratge de la Voskhod 1, en el que es va anomenar la "conspiració de dimecres". Els nous líders polítics, juntament amb Koroliov, van posar fi al programa Voskhod, tecnològicament problemàtic, van cancel·lar les Voskhod 3 i 4, que estaven en fase de planificació, i van començar a concentrar-se a arribar a la Lluna.La Voskhod 2 va acabar sent l'últim èxit de Koroliov abans de la seva mort el 14 de gener de 1966, ja que es va convertir en l'última de les primícies espacials que l'URSS va aconseguir durant els primers anys de la dècada del 1960. Segons l'historiador Asif Siddiqi, els èxits de Koroliov van marcar "el zenit absolut del programa espacial soviètic, mai més assolit des d'aleshores". Hi va haver una pausa de dos anys en els vols espacials pilotats pels soviètics mentre es dissenyava i desenvolupava la substituta de la Voskhod, la nau espacial Soiuz.

### Gemini

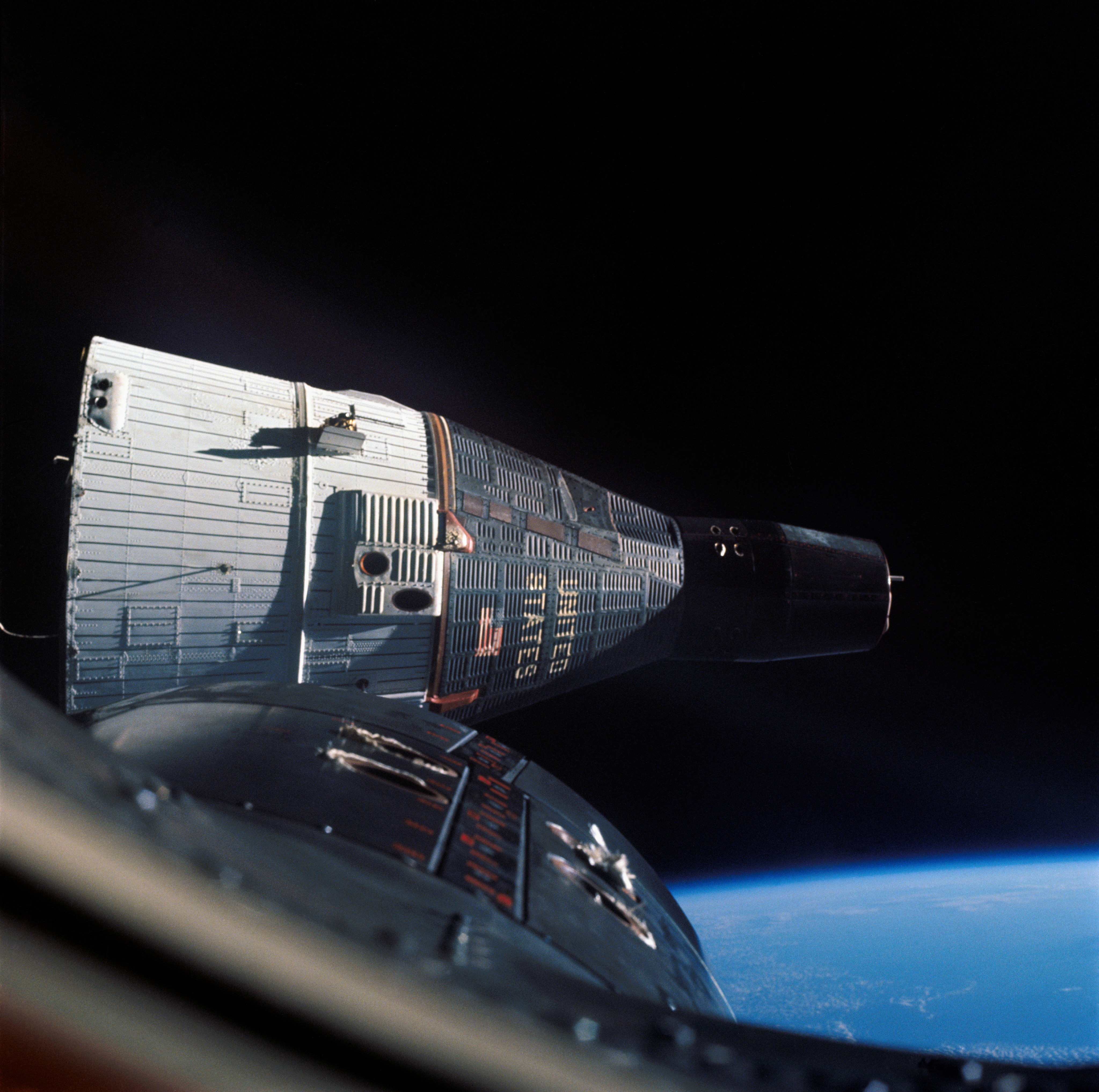
Trobada orbital de Gemini 6 i 7, desembre de 1965

Tot i que es va endarrerir un any per fer el seu primer vol, el projecte Gemini va poder aprofitar l'aturada de dos anys de l'URSS després del programa Voskhod, cosa que va permetre als Estats Units de posar-se al dia i superar l'anterior superioritat soviètica en vols espacials pilotats. Entre març de 1965 i novembre de 1966, el projecte Gemini va realitzar deu missions amb tripulació: Gemini 3, Gemini 4, Gemini 5, Gemini 6A, Gemini 7, Gemini 8, Gemini 9A, Gemini 10, Gemini 11 i Gemini 12; i va aconseguir el següent:
- Cada missió va demostrar la capacitat de canviar l'òrbita de la nau.
- La Gemini 5 va demostrar una resistència de vuit dies, suficient per a un viatge d'anada i tornada a la Lluna. Gemini 7 va demostrar un resistència de vol de catorze dies.
- La Gemini 6A va realitzar una trobada orbital i un manteniment de posició orbital amb la Gemini 7 durant tres òrbites consecutives a distàncies tan properes com 0,30 m.[131] La Gemini 9A també va aconseguir la trobada amb un Agena target vehicle (ATV).
- La trobada orbital i acoblament amb l'ATV es va aconseguir a les Gemini 8, 10, 11 i 12. La Gemini 11 va aconseguir la primera trobada en ascens directe amb el seu vehicle Agena a la primera òrbita.
- L'activitat extravehicular (EVA) es va perfeccionar a través de la pràctica creixent a les Gemini 4, 9A, 10, 11 i 12. A la Gemini 12, Edwin "Buzz" Aldrin va passar més de cinc hores treballant còmodament durant tres sessions EVA, en què va demostrar, finalment, que els humans podien fer tasques productives fora de la seva nau espacial.
- Les Gemini 10, 11 i 12 van utilitzar el motor de l'ATV per fer grans canvis a la seva òrbita mentre estaven acoblades. La Gemini 11 va utilitzar el coet de l'Agena per aconseguir un apogeu rècord de l'òrbita terrestre amb tripulació de 742 milles nàutiques (1.374 km).

El 17 de març del 1966, la Gemini 8 va patir el primer avortament d'una missió a l'espai, just després d'aconseguir el primer acoblament del món, quan un propulsor encallat o en curtcircuit va fer que la nau entrés en un gir incontrolat. El pilot Neil Armstrong va poder apagar el propulsor encallat i aturar el gir utilitzant el sistema de control de reentrada. Ell i el seu company de tripulació David Scott van aterrar i van ser recuperats sense problemes.
La majoria dels pilots principiants de les primeres missions serien els comandants de les missions posteriors. D'aquesta manera, el projecte Gemini va acumular experiència en vols espacials per a la reserva d'astronautes de les missions lunars Apollo. Amb la finalització de Gemini, els EUA havien provat totes les tecnologies necessàries per aconseguir l'objectiu de Kennedy de fer aterrar un ésser humà a la Lluna, amb l'excepció de desenvolupar un vehicle de llançament prou gran.

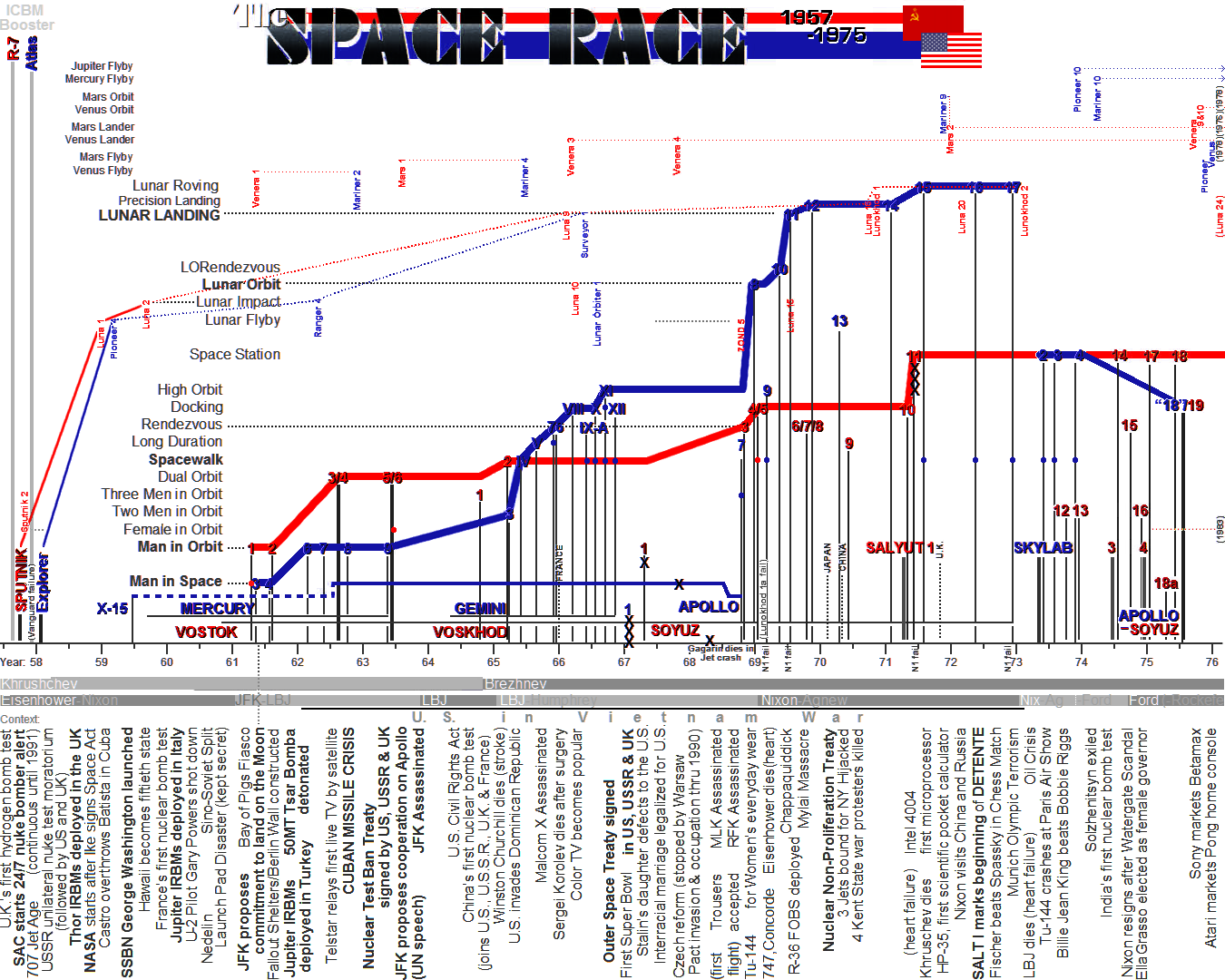
Progrés en la carrera espacial, que mostra els Estats Units superant els soviètics el 1965

## Programa soviètic de vols lunars tripulats

Vehicles de llançament estatunidencs (Saturn V) i soviètics (N1-L3)

Mòdul de comandament i servei de l'Apollo estatunidenc i orbitadors lunars soviètics Soiuz 7K-L3 (Lunni orbitalni korabl)

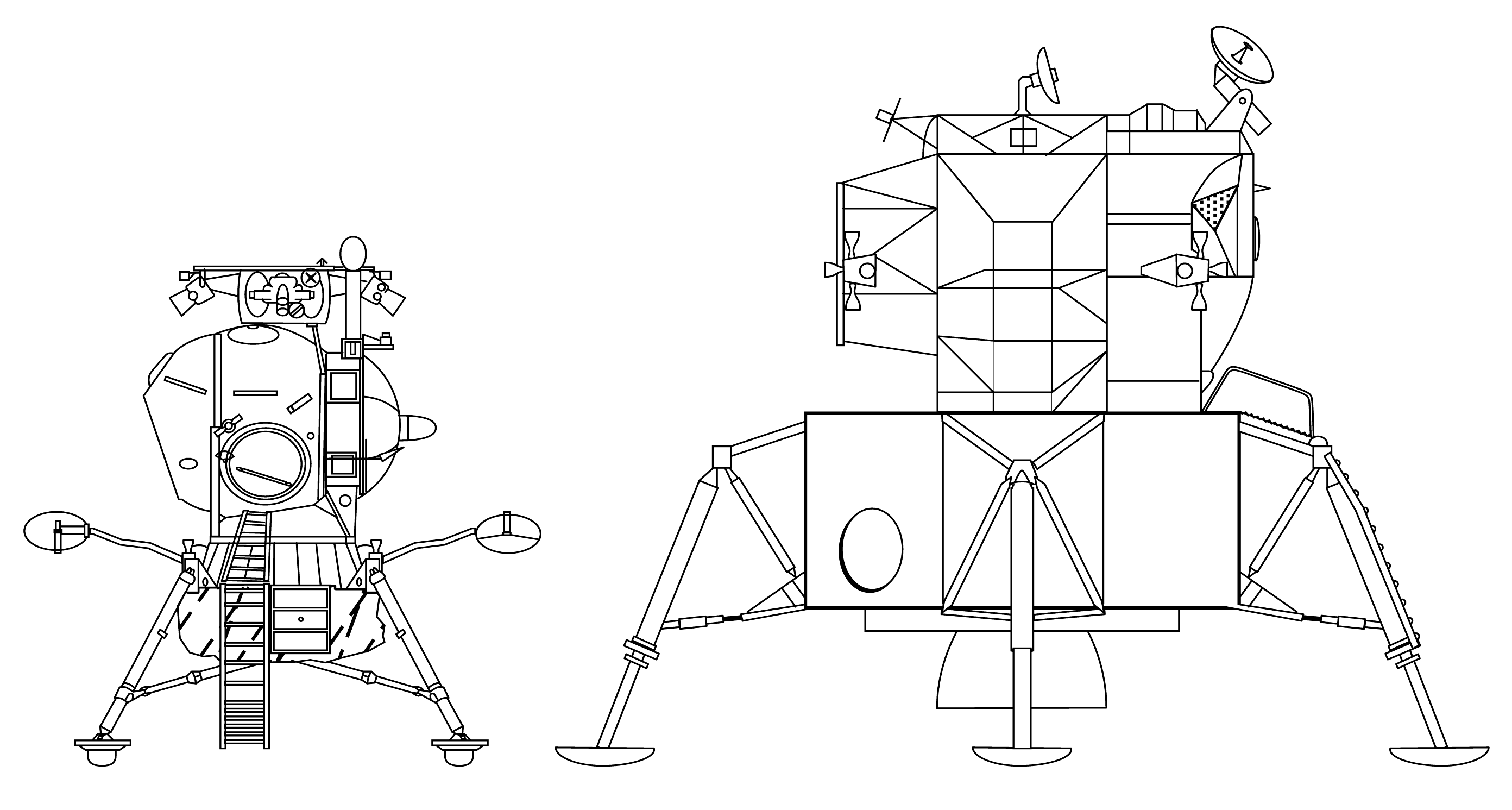
Aterradors lunars soviètics LK (Lunni korabl) i estatunidencs (Mòdul lunar Apollo)

L'oficina de disseny de Koroliov va elaborar dos prospectes per a vols espacials circumlunars (març de 1962 i maig de 1963), les principals naus espacials dels quals eren les primeres versions del seu disseny Soiuz. El 3 d'agost de 1964, l'ordre 655-268 del Comitè Central del Partit Comunista soviètic va establir oficialment dos programes secrets de vols circumlunars i allunatges que competien entre si. Els vols circumlunars estaven previstos per al 1967 i els allunatges per al 1968.
El programa circumlunar (Zond), creat per l'oficina de disseny OKB-52 de Vladímir Txelomei, havia de fer volar dos cosmonautes en una Soiuz 7K-L1, llançat pel coet Proton UR-500 de Txelomei. La Zond va sacrificar el volum habitable de la cabina per a l'equip, en ometre el mòdul orbital Soiuz. Txelomei es va guanyar el favor de Khrusxov en emprar membres de la seva família.
El programa d'allunatge de Korolev es va denominar N1/L3, pel seu supercoet N1 i una nau espacial més avançada, la Soiuz 7K-L3, també coneguda com a mòdul orbital lunar ("Lunni orbitalni korabl", LOK), amb una tripulació de dues persones. Un mòdul d'aterratge lunar separat ("Lunni korabl", LK), portaria un sol cosmonauta a la superfície lunar.
El vehicle de llançament N1/L3 tenia tres etapes fins a l'òrbita terrestre, una quarta etapa per sortir de la Terra i una cinquena etapa per a l'assistència a l'aterratge lunar. El vehicle espacial combinat tenia aproximadament la mateixa altura i massa d'enlairament que l'Apollo-Saturn V estatunidenc de tres etapes i superava la seva empenta d'enlairament en un 28% (45.400 kN davant 33.000 kN), però només tenia la meitat de la capacitat de càrrega útil d'injecció translunar. El Saturn V utilitzava com a combustible hidrogen líquid en les dues etapes superiors i portava una càrrega útil de 48,6 tones a la Lluna, suficient per a un orbitador de tres persones i un mòdul d'aterratge de dues persones. L'URSS no va utilitzar hidrogen líquid fins que es va cancel·lar l'N-1, per la qual cosa només era capaç de portar una càrrega útil translunar de 23,5 tones.
Després de la sortida de Khrusxov del poder, el programa Zond de Txelomei es va fusionar amb el programa N1/L3.

## Tractat de l'espai exterior
Els EUA i l'URSS van iniciar les discussions sobre els usos pacífics de l'espai ja el 1958, presentant temes de debat a les Nacions Unides, que van crear una Comissió sobre els Usos Pacífics de l'Espai Exterior el 1959.
El 10 de maig de 1962, el vicepresident Johnson es va dirigir a la Segona Conferència Nacional sobre els Usos Pacífics de l'Espai i va revelar que tant els Estats Units com l'URSS donaven suport a una resolució aprovada pel Comitè Polític de l'Assemblea General de l'ONU el desembre de 1962, que no només instava les nacions membres a "estendre les normes del dret internacional a l'espai exterior", sinó també a cooperar en la seva exploració. Després de l'aprovació d'aquesta resolució, Kennedy va iniciar les comunicacions proposant un programa espacial cooperatiu estatunidenc i soviètic.
Finalment, l'ONU va crear un Tractat sobre els principis que han de regir les activitats dels estats en l'exploració i l'ús de l'espai exterior, inclosa la Lluna i altres cossos celestes que va ser signat pels Estats Units, l'URSS i el Regne Unit el 27 gener de 1967 i va entrar en vigor el 10 d'octubre següent.
Aquest tractat:
- prohibeix als Estats Part col·locar armes de destrucció massiva a l'òrbita terrestre, a la Lluna o a qualsevol altre cos celeste;;
- limita exclusivament l'ús de la Lluna i altres cossos celestes a finalitats pacífiques, i prohibeix expressament el seu ús per a provar armes de qualsevol tipus, fer maniobres militars o establir bases, instal·lacions i fortificacions militars
- declara que l'exploració de l'espai ultraterrestre es farà en benefici de tots els països i serà de lliure exploració i utilització per a tots els Estats;
- prohibeix explícitament a qualsevol govern reclamar un recurs celeste com la Lluna o un planeta, en afirmar que són patrimoni comú de la humanitat, "no susceptible d´apropiació nacional per reivindicació de sobirania, per ús o ocupació, o per qualsevol altre mitjà". Amb tot i això, l'Estat que llança un objecte espacial conserva la jurisdicció i el control sobre aquest objecte;
- fa responsable qualsevol Estat dels danys causats pel seu objecte espacial;
- declara que "les activitats de les entitats no governamentals a l'espai ultraterrestre, inclosa la Lluna i altres cossos celestes, requeriran l'autorització i la supervisió permanent de l'Estat Part en el Tractat que correspongui", i "els Estats Parts assumiran la responsabilitat internacional per les activitats espacials nacionals realitzades per entitats governamentals o no governamentals"; i
- "Un Estat Part al Tractat que tingui motius per creure que una activitat o un experiment previst per un altre Estat Part a l'espai ultraterrestre, inclosa la Lluna i altres cossos celestes, podria causar una interferència potencialment perjudicial amb les activitats d'exploració i utilització del espai ultraterrestre amb fins pacífics, inclosa la Lluna i altres cossos celestes, podrà sol·licitar la celebració de consultes en relació amb l'activitat o l'experiment.

El tractat continua en vigor, signat per 107 estats membres (juliol de 2017)

## Tragèdies

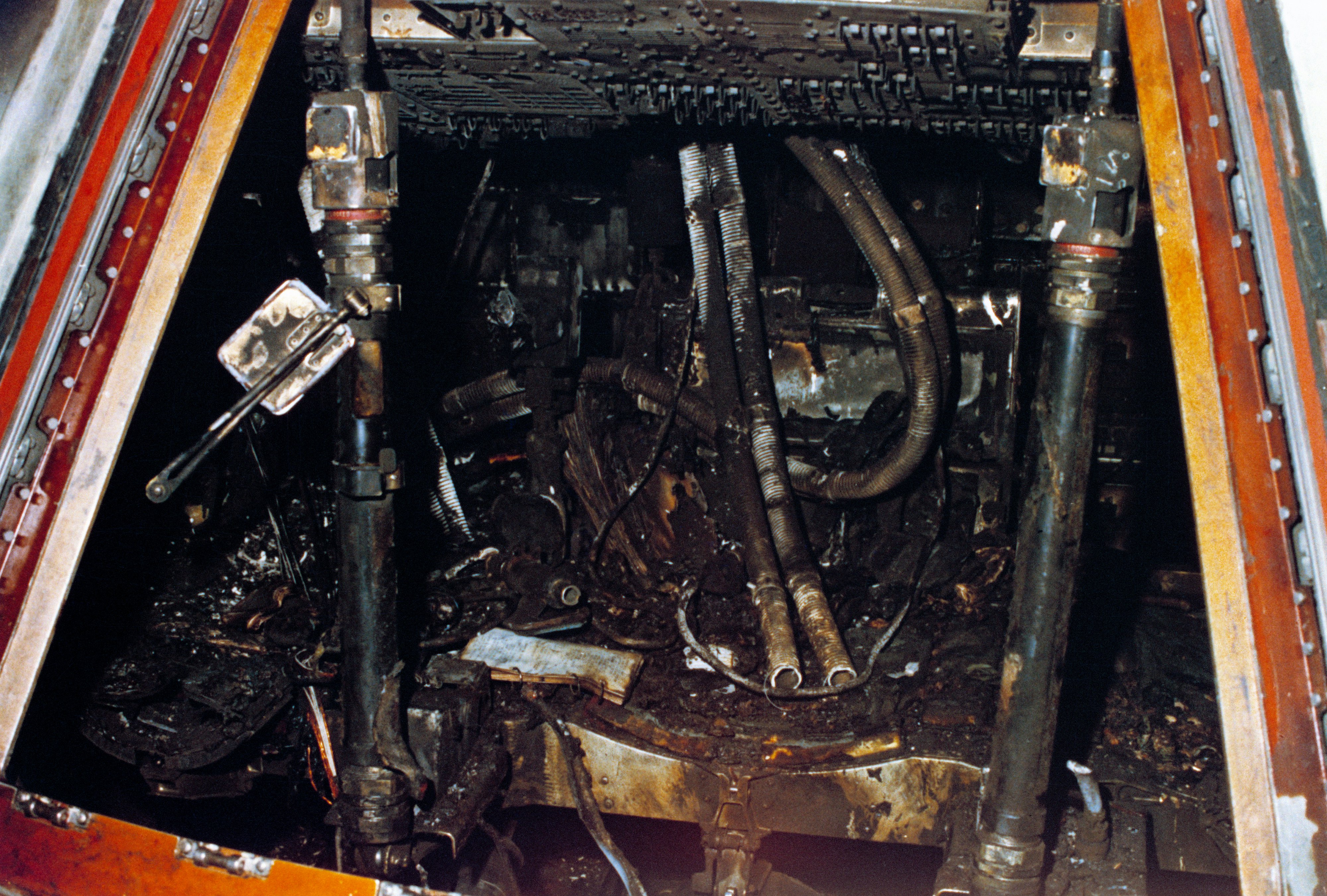
Interior carbonitzat de la nau espacial Apollo 1 després de l'incendi que va matar la primera tripulació

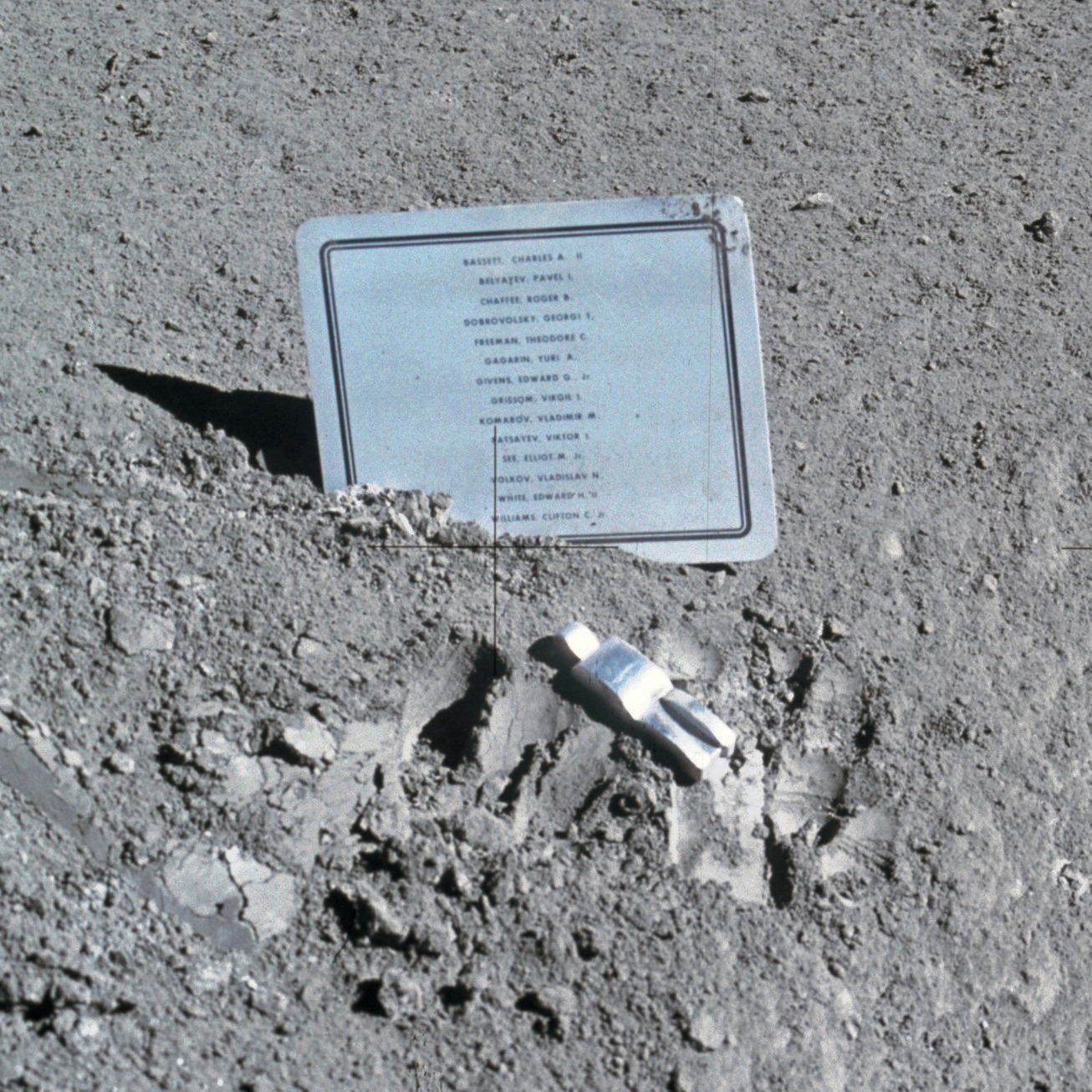
Placa commemorativa i escultura de L'astronauta caigut deixades a la Lluna l'any 1971 per la tripulació de l'Apollo 15 en memòria dels 14 astronautes de la NASA i cosmonautes de l'URSS morts.

El 23 de març del 1961, durant un entrenament en una cambra hiperbàrica en una atmosfera d'oxigen pur, Valentín Bondarenko, un cosmonauta del primer cos, es va cremar.Al cap de 6 anys, aquesta tragèdia es va repetir exactament als Estats Units.
El 27 de gener de 1967, durant les proves a terra de la missió estatunidenca Apollo 1, es va produir un incendi en què van morir els tres membres de la tripulació: Virgil "Gus" Grissom, Edward White i Roger Chaffee. La cabina de la nau tenia oxigen pur.
El 24 d'abril de 1967, després de volar en una nova nau espacial, la Soiuz 1, Vladímir Komarov va morir durant l'aterratge a causa d'una avaria en el sistema de paracaigudes de la càpsula de descens (cal assenyalar que aquesta nau espacial també havia de transportar altres dos cosmonautes, que haurien estat reassignats a ella després de l'acoblament de la Soiuz 2, el llançament de la qual es va cancel·lar en l'últim moment per problemes amb la Soiuz-1).
El 15 de novembre de 1967, el pilot de l'avió coet North American X-15, Michael J. Adams, va assolir una altitud de més de 81 km, però l'avió es va desplomar durant el descens i el pilot va morir. El programa es va abandonar aviat.
El 30 de juny de 1971, durant l'aterratge de la Soiuz 11, la càpsula de descens es va despressuritzar. Els tres membres de la tripulació -Vladislav Vólkov, Georgui Dobrovolski i Víktor Patsàiev- van morir.
Altres astronautes estatunidencs - Robert Lawrence, Clifton Williams, Charles Bassett, Elliot See i Theodore Freeman- es van estavellar en avions d'entrenament a la dècada de 1960, i encara que no van volar a l'espai, els seus noms estan commemorats al Space Mirror Memorial (un monument als astronautes caiguts a Cap Canaveral). També es nomena Michael J. Adams, que va rebre un homenatge pòstum com a astronauta. Curiosament, no apareix el nom de Joseph Albert Walker, l'únic que va elevar l'X-15 per sobre dels 100 km, és a dir, que va fer vols suborbitals (dues vegades). Va morir un any abans que Adams, però en un avió diferent.
Des del 1971 fins al final de la carrera espacial, ni el programa espacial soviètic ni l'estatunidenc van tenir més catàstrofes amb víctimes humanes. Als Estats Units es van produir dues catàstrofes amb la mort de diversos astronautes amb naus espacials reutilitzables després del final de la cursa espacial (el Challenger el 1986 i el Columbia el 2003). En tots dos casos, tota la tripulació va morir (ambdues tripulacions estaven formades per 7 persones cadascuna).

## Ambdós programes es recuperen
Estats Units es va recuperar de l'incendi de l'Apollo 1 en corregir les falles fatals en una versió millorada del mòdul de comandament Block II. Estats Units va procedir als llançaments de prova sense pilot del vehicle de llançament Saturn V (Apollo 4 i Apollo 6) i del mòdul lunar (Apollo 5) durant la segona meitat de 1967 i principis de 1968., El primer vol del Saturn V va ser un èxit rotund, i encara que el segon va patir algunes fallades no catastròfiques en els motors, es va considerar un èxit parcial i el llançador va aconseguir la qualificació d'apte per a vols tripulats. La missió de l'Apollo 1 per provar el mòdul de comandament i servei Apollo a l'òrbita terrestre va ser realitzada per la tripulació de suport de Grissom a l'Apollo 7, llançat l'11 d'octubre de 1968. La missió d'onze dies va ser un èxit total, ja que la nau va realitzar una missió pràcticament impecable, i va aplanar el camí perquè els Estats Units continuessin amb el seu calendari de missions lunars.
La Unió Soviètica també va solucionar els problemes de paracaigudes i de control de la Soiuz, i la següent missió pilotada, la Soiuz 3, va ser llançada el 26 d'octubre de 1968. L'objectiu era completar la missió de trobada i acoblament de Komarov amb la Soiuz 2, que no estava pilotada. Els controladors de terra van acostar les dues naus a menys de 200 metres l'una de l'altra, i aleshores el cosmonauta Gueorgui Beregovoi va prendre el control. Es va acostar a 40 metres del seu objectiu, però no es va poder acoblar abans de gastar el 90 per cent del seu combustible de maniobra, a causa d'un error de pilotatge que va col·locar la seva nau en una orientació incorrecta i va obligar la Soiuz 2 a apartar-se automàticament de la nau que s'acostava. El primer acoblament de naus espacials soviètiques es va realitzar finalment al gener de 1969 amb les missions Soiuz 4 i Soiuz 5. Va ser el primer acoblament de dues naus espacials amb tripulació i la primera transferència de tripulació d'un vehicle espacial a un altre.

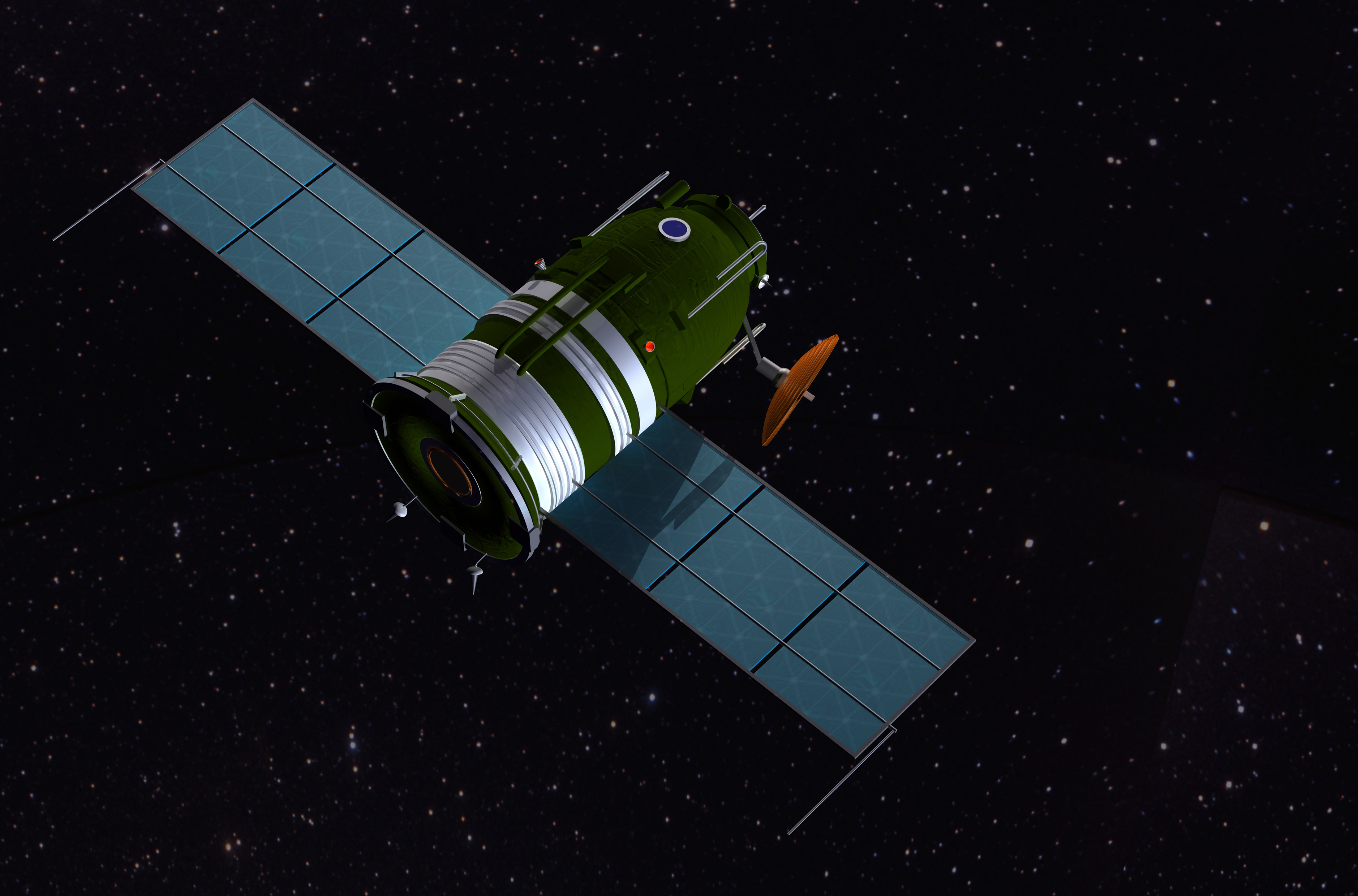
Nau espacial Soiuz 7K-L1 Zond, vista d'artista

La nau espacial soviètica Zond encara no estava preparada per a realitzar missions circumlunars pilotades el 1968, després de sis llançaments de prova automatitzats sense èxit: Kosmos 146, el 10 de març de 1967; Kosmos 154, el 8 d'abril del 1967; Zond 1967A, el 28 de setembre de 1967; Zond 1967B, el 22 de novembre de 1967; Zond 1968A, el 23 d'abril de 1968; i Zond 1968B, al juliol de 1968. La Zond 4 es va llançar el 2 de març de 1968 i va realitzar amb èxit un vol circumlunar,però va tenir problemes amb la seva reentrada a la Terra el 9 de març i es va ordenar la seva destrucció per una càrrega explosiva a 15.000 metres sobre el golf de Guinea.L'anunci oficial soviètic digué que la Zond 4 havia estat un vol de prova automatitzat que va acabar amb la seva destrucció intencionada, a causa que la seva trajectòria de recuperació l'havia situada damunt l'Oceà Atlàntic en lloc de fer-ho sobre l'URSS.

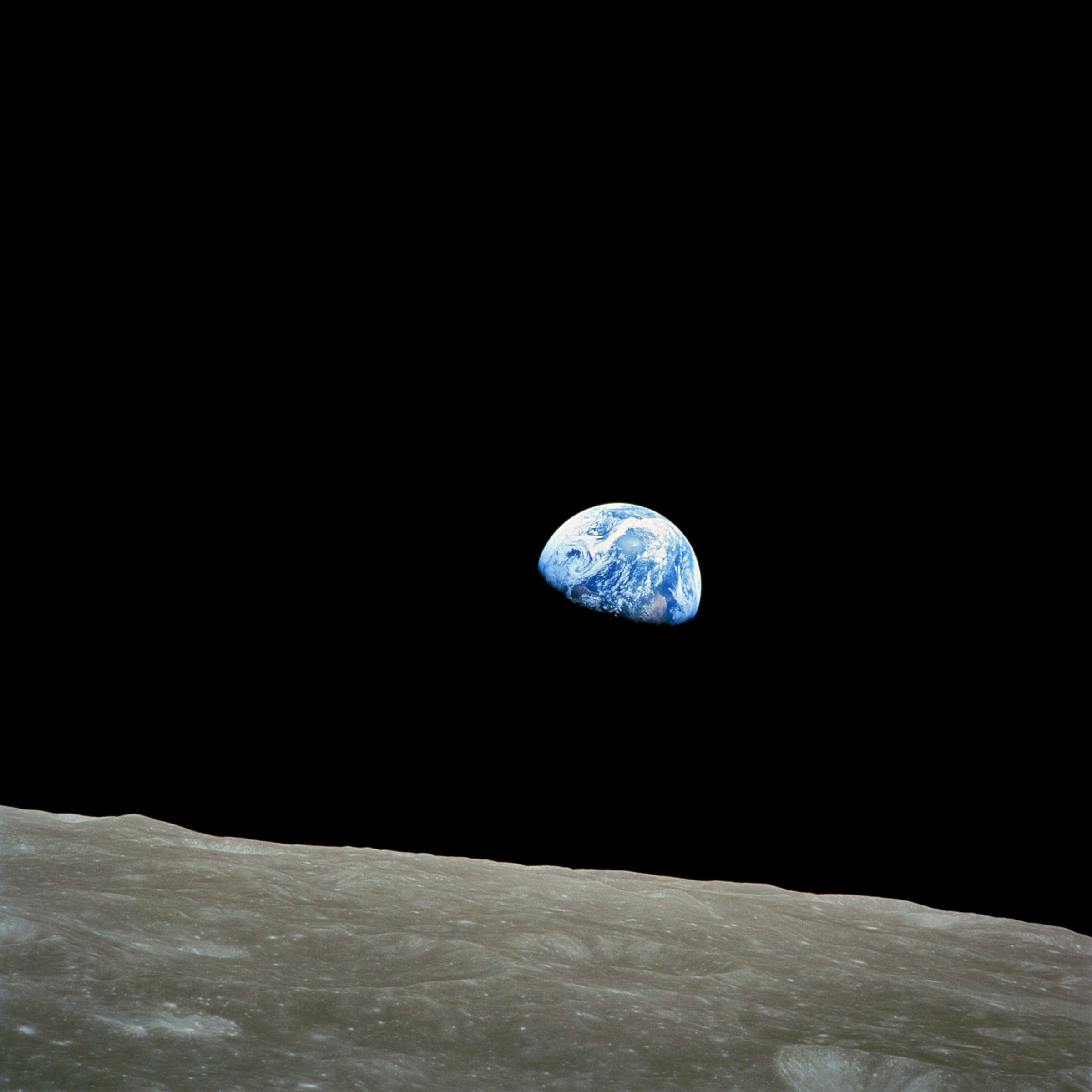
Earthrise, vista des de l'Apollo 8, 24 de desembre de 1968 (fotografia de l'astronauta William Anders)

Durant l'estiu de 1968, el programa Apollo es va trobar amb un altre problema: el primer mòdul lunar (LM) amb capacitat de pilotatge no estava llest per a les proves orbitals a temps per al llançament de desembre de 1968. Els planificadors de la NASA van superar aquest problema canviant l'ordre dels vols de la missió, endarrerint el primer vol del LM fins al març de 1969, i enviant l'Apollo 8 a l'òrbita lunar sense el LM al desembre. Aquesta missió va estar motivada en part pels rumors d'intel·ligència que la Unió Soviètica podria estar llesta per a un vol Zond pilotat a finals de 1968. El setembre de 1968, la Zond 5 va realitzar un vol circumlunar amb tortugues a bord i va tornar sa i estalvi a la Terra, a més d'aconseguir el primer aterratge aquàtic amb èxit del programa espacial soviètic a l'oceà Índic. També va espantar els planificadors de la NASA, ja que van trigar diversos dies a adonar-se que es tractava només d'un vol automatitzat, no pilotat, perquè es van transmetre enregistraments de veu des de la nau en ruta cap a la Lluna. El 10 de novembre de 1968, es va llançar un altre vol de prova automatitzat, la Zond 6. Va trobar dificultats en la reentrada a la Terra, es va despressuritzar i va desplegar el seu paracaigudes massa aviat, la qual cosa féu que s'estavellés a només 16 quilòmetres d'on havia estat llançat sis dies abans. Va resultar que no hi havia cap possibilitat d'un vol circumlunar soviètic pilotat durant el 1968, a causa de la falta de fiabilitat de les Zond.
El 21 de desembre de 1968, Frank Borman, James Lovell i William Anders es van convertir en els primers éssers humans a viatjar a l'espai amb el coet Saturn V, a l'Apollo 8. També van ser els primers a deixar l'òrbita terrestre baixa per anar a un altre cos celeste. També es van convertir en els primers a deixar l'òrbita terrestre baixa i anar a un altre cos celeste, entrant a l'òrbita lunar el 24 de desembre. Van realitzar deu òrbites en vint hores i van transmetre una de les emissions de televisió més vistes de la història, amb el seu programa de Nit de Nadal des de l'òrbita lunar, que va concloure amb una lectura del llibre bíblic del Gènesi. Dues hores i mitja després de la transmissió, van encendre el seu motor per realitzar la primera injecció transterrestre per deixar l'òrbita lunar i tornar a la Terra. L'Apollo 8 va aterrar amb seguretat a l'Oceà Pacífic el 27 de desembre, al primer amaratge i recuperació de la NASA.
El mòdul lunar estatunidenc va estar finalment llest per a un reeixit vol de prova pilotat en òrbita terrestre baixa a l'Apollo 9 el març de 1969. La següent missió, l'Apollo 10, va dur a terme un "assaig general" per al primer aterratge el maig de 1969, féu volar el LM a la Lluna i orbità a només 14,4 km de la superfície, el punt on començaria el descens cap a la superfície.Després de quedar provat que el LM funcionava bé, el següent pas seria intentar l'aterratge.
Sense que els estatunidencs ho sabessin, el programa lunar soviètic estava en greus problemes. Després de dues fallades successives en el llançament del coet N1 el 1969, els plans soviètics per a un aterratge pilotat van patir un retard.L'explosió de la plataforma de llançament de l'N-1 el 3 de juliol de 1969 va ser un revés important. El coet va xocar contra la plataforma després d'un apagat del motor, es destruí i destruí també la instal·lació de llançament. Sense el coet N-1, l'URSS no podia enviar una càrrega útil prou gran a la Lluna per fer-hi aterrar un humà i tornar-lo sa i estalvi a la Terra.

## Primers humans a la Lluna

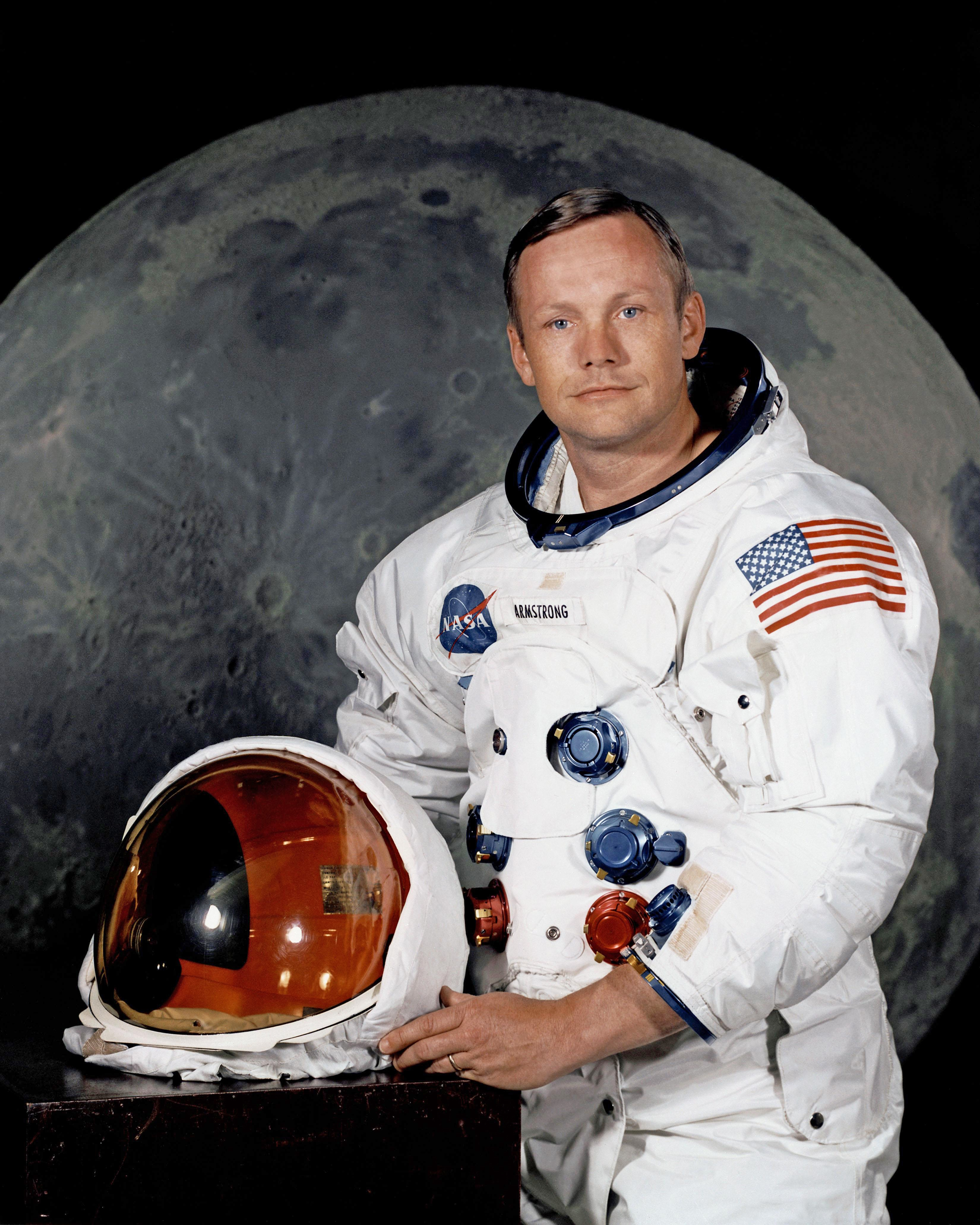
Neil Armstrong, primera persona a caminar sobre la Lluna, 1969

L'Apollo 11 es va preparar amb l'objectiu d'aterrar al juliol al Mar de la Tranquil·litat. La tripulació, seleccionada el gener de 1969, estava formada pel comandant (CDR) Neil Armstrong, el pilot del mòdul de comandament (CMP) Michael Collins, i el pilot del mòdul lunar (LMP) Edwin "Buzz" Aldrin. El 16 de juliol de 1969, exactament a les 9:32 EDT, el coet Saturn V, AS-506, es va enlairar del Complex de Llançament 39 del Centre Espacial Kennedy a Florida.

El viatge a la Lluna va durar poc més de tres dies.Després d'assolir l'òrbita, Armstrong i Aldrin es van traslladar al mòdul lunar anomenat Eagle ("àliga"), van deixar Collins al mòdul de comandament i servei Columbia, i van començar el descens. Malgrat la interrupció per les alarmes d'un ordinador sobrecarregat, causada per un interruptor d'antena que s'havia deixat en posició incorrecta, Armstrong va prendre el control de vol manual a uns 180 metreper corregir un lleu error de guia de rang descendent i va posar l'Eagle en un lloc d'aterratge segur a les 20:18:04 UTC del 20 de juliol de 1969 (3:17:04 CDT). Sis hores més tard, a les 02:56 UTC del 21 de juliol (9:56 pm CDT del 20 de juliol), Armstrong va abandonar l'Eagle per convertir-se en el primer humà a trepitjar la Lluna, seguit per Aldrin 19 minuts després.
| Les històriques primeres paraules de Neil Armstrong a la Lluna                  |
|                                                                                 |
| "Aquest és un petit pas per a [un] home, un salt de gegant per a la humanitat". |
|                                                                                 |

El primer pas va ser presenciat per televisió en directe per almenys una cinquena part de la població de la Terra, és a dir, uns 723 milions de persones. Les seves primeres paraules en sortir de la plataforma d'aterratge del LM van ser: 
| « | Aquest és un petit pas per a [un] home, un salt de gegant per a la humanitat. | » |

Aldrin es va unir a ell a la superfície gairebé 20 minuts després. En total, van passar una mica menys de dues hores i quart fora de la nau. L'endemà, van realitzar el primer llançament des d'un altre cos celeste i es van reunir amb Collins al Columbia.
L'Apollo 11 va abandonar l'òrbita lunar, va tornar a la Terra i va amarar de forma segura a l'oceà Pacífic el 24 de juliol de 1969. Quan la nau va amarar, havien transcorregut 2.982 dies des del compromís de Kennedy de portar un home a la Lluna i tornar-ho sa i estalvi a la Terra abans del final de la dècada; la missió es va completar amb 161 dies de sobres. Amb la finalització segura de la missió Apollo 11, els estatunidencs van guanyar la carrera cap a la Lluna.
Armstrong i la seva tripulació es van convertir en celebritats mundials i van ser agasajats amb desfilades a Nova York i Chicago, a les quals es calcula que van assistir sis milions de personesAquell vespre a Los Angeles van ser homenatjats en un sopar oficial d'estat al qual van assistir membres del Congrés, 44 governadors, el Cap de la Justícia dels Estats Units i ambaixadors de 83 països. El President i el Vicepresident van lliurar a cada astronauta la Medalla Presidencial de la Llibertat. Els astronautes van parlar davant una sessió conjunta del Congrés el 16 de setembre de 1969.A partir d'aquí van començar una gira mundial de 38 dies per 22 països estrangers, que va incloure visites als líders de molts països.
Després d'aquest primer allunatge, se'n va produir un altre amb l'Apollo 12 el novembre de 1969, a poca distància de la nau espacial Surveyor 3 que havia allunat el 20 d'abril de 1967.

## La competició afluixa

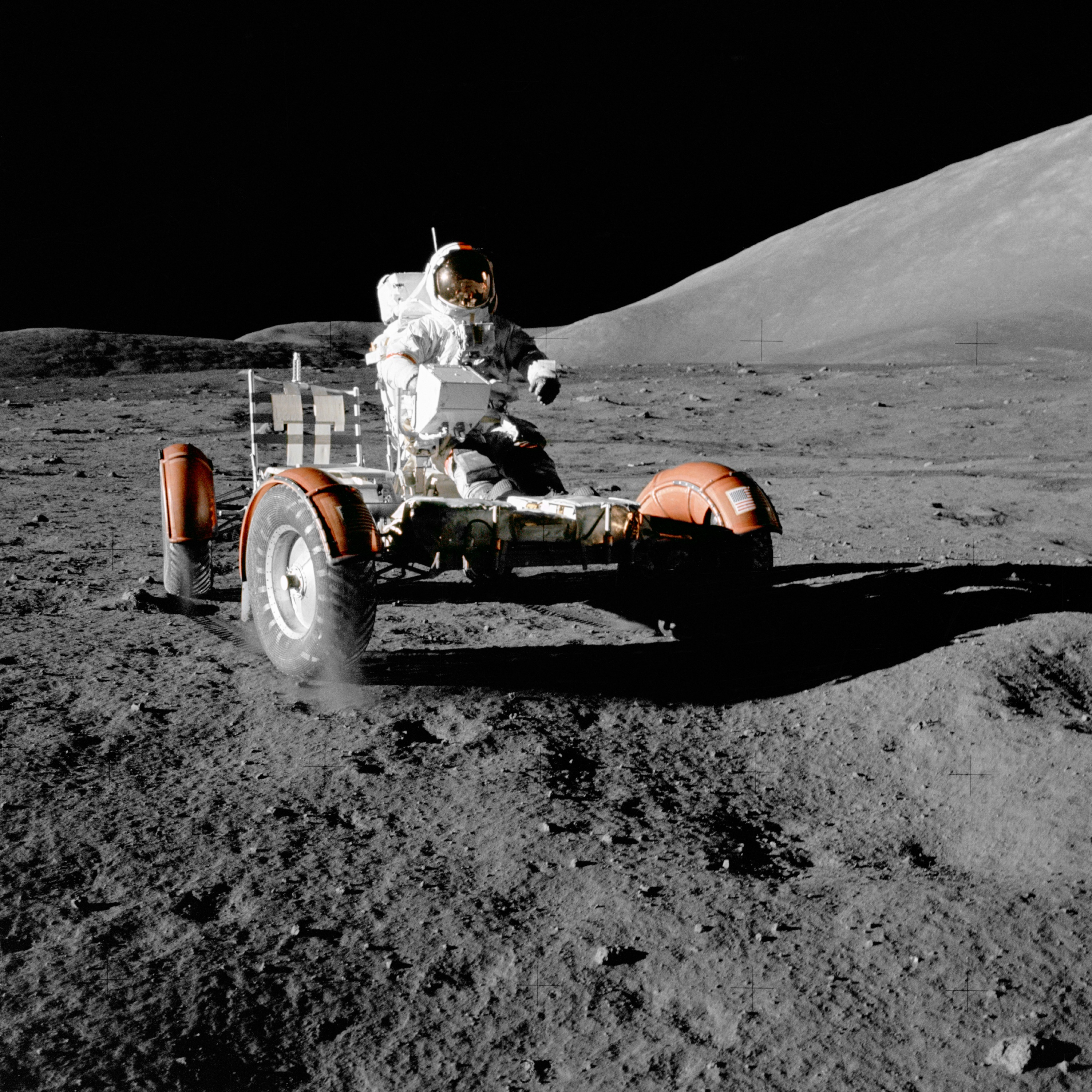
Eugene Cernan muntat al Lunar Roving Vehicle durant la missió de l'Apollo 17, desembre de 1972

La NASA tenia ambiciosos plans de vols espacials tripulats en assolir el seu objectiu lunar, però aviat va descobrir que havia gastat la major part del seu capital polític per aconseguir-ho. Víctima del seu propi èxit, l'Apollo havia aconseguit el seu primer objectiu d'aterratge amb prou naus espacials i els llançadors Saturn V havien de servir per a un total de deu aterratges lunars fins a l'Apollo 20, realitzant missions de llarga durada i transportant les tripulacions d'aterratge amb vehicles lunars itinerants en les últimes cinc. La NASA també va planificar un Programa d'Aplicacions Apollo (AAP) per desenvolupar un estació de treball orbital terrestre de llarga durada (més tard anomenada Skylab) a partir d'una etapa superior S-IVB gastada, que es construiria en òrbita utilitzant diversos llançaments del vehicle de llançament Saturn IB, més petit.
Al febrer de 1969, el president Richard Nixon va convocar un "grup de treball espacial" per establir recomanacions per al futur programa espacial civil estatunidenc encapçalat pel seu vicepresident Spiro Agnew. Agnew era un entusiasta defensor dels plans de la NASA de crear estacions espacials permanents a l'òrbita terrestre i lunar, potser una base a la superfície lunar, i el primer vol humà a Mart ja el 1986 o l'any 2000, amb una infraestructura d'un sistema de transport espacial reutilitzable que inclogués un transbordador espacial en òrbita terrestre. Nixon comprenia millor la disminució del suport polític al Congrés als nous programes tipus Apollo, que havien desaparegut amb la consecució de l'allunatge, i tenia la intenció de buscar la distensió amb l'URSS i la Xina, que esperava que pogués alleujar les tensions de la Guerra Freda. Va retallar la proposta de despeses que va enviar al Congrés per incloure només el finançament del transbordador espacial, amb la possibilitat de continuar amb l'estació espacial en òrbita terrestre en un futur previsible.
Els planificadors de l'AAP van decidir que el l'estació de treball orbital terrestre podia realitzar-se
, de forma més eficient, prefabricant-la a terra i llançant-la amb un únic Saturn V, cosa que va eliminar immediatament l'Apollo 20. Les retallades pressupostàries aviat van portar la NASA a suprimir també l'Apollo 18 i el 19. L'Apollo 13 va haver d'avortar el seu allunatge a l'abril de 1970 a causa d'una fallada de la nau en vol, però va tornar a la seva tripulació sana i estàlvia a la Terra. El programa Apollo va realitzar el seu darrer allunatge el desembre de 1972; els dos Saturn V que no es van utilitzar es van emprar com a exposicions per a visitants a l'aire lliure i es van deixar deteriorar pels efectes de la intempèrie.
L'URSS va continuar intentant desenvolupar el seu coet N1, després de dos nous fracassos de llançament en 1971 i 1972, i finalment el va cancel·lar el maig de 1974, sense aconseguir un sol vol de prova sense tripulació amb èxit.

### Programa Saliut iSkylab

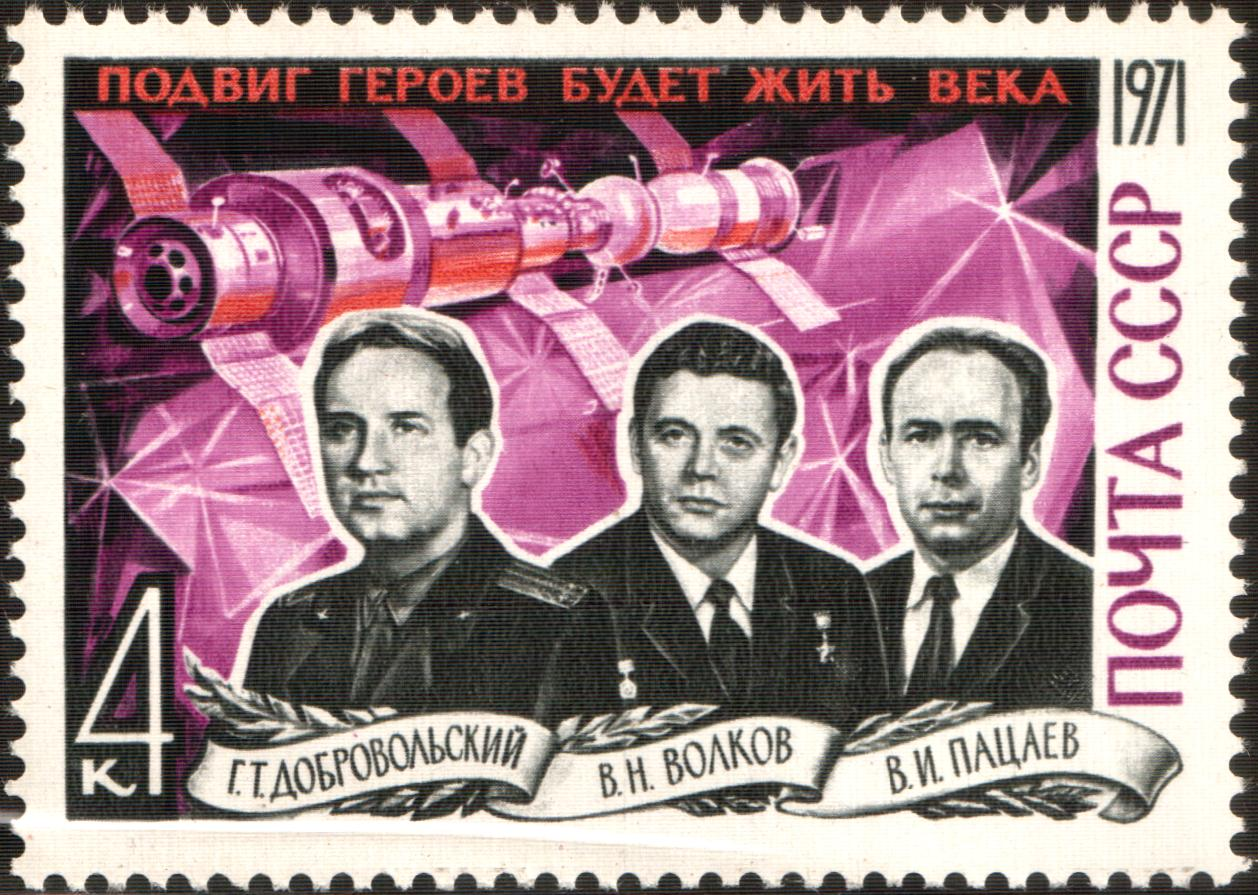
La tripulació de la Soiuz 11 amb l'estació Saliut al fons, en un segell commemoratiu soviètic

Després de perdre la carrera a la Lluna, l'URSS va decidir concentrar-se en les estacions espacials orbitals. Durant 1969 i 1970, van llançar sis vols Soiuz més després de la Soiuz 3, i després van llançar una sèrie de sis estacions espacials amb èxit (més dues que no van aconseguir assolir l'òrbita, i una estació que va quedar inhabitable a causa dels danys causats per l'explosió de l'etapa superior del llançador) al seu llançador pesat Proton-K en el seu programa Saliut dissenyat per Kərim Kərimov. Cadascuna pesava entre 18.500 i 19.824 kg, tenia 20 metres de llarg per 4 metres de diàmetre i un volum habitable de 99 metres cúbics. Totes les Saliuts es van presentar al públic com a laboratoris científics no militars, però tres eren tapadores d'estacions militars de reconeixement Almaz: la Saliut 2 (fallida),Saliut 3,i Saliut 5.
La Saliut 1 va ser llançada el 19 d'abril de 1971. Tres dies més tard, la tripulació de la Soiuz 10 va intentar acoblar-s'hi, però no va aconseguir una connexió prou segura per entrar a l'estació amb seguretat. La tripulació de la Soiuz 11, formada per Vladislav Vólkov, Gueorgui Dobrovolski i Víktor Patsàiev, es va acoblar amb èxit el 7 de juny i va completar una estada rècord de 22 dies. La tripulació es va convertir en la segona víctima mortal en vol espacial durant la reentrada el 30 de juny. Van morir per hipòxia quan la cabina de la seva nau espacial va perdre tota la pressió, poc després de desacoblar-se. El desastre s'atribuí a una vàlvula de pressió defectuosa de la cabina, que permeté que tot l'aire sortís a l'espai. La tripulació no duia vestits de pressió i no tenia cap possibilitat de sobreviure quan es va produir la fuga.
Els Estats Units van llançar una estació de treball orbital única, la Skylab, el 14 de maig de 1973. Pesava 77.090 kg, feia 18 m de llarg per 6,6 m de diàmetre i un volum habitable de 280 m3. La Skylab va patir danys durant l'ascens a l'òrbita en perdre un dels panells solars i un escut tèrmic contra meteorits. Les missions següents amb tripulació van reparar l'estació, i la tripulació de la tercera i última missió, la Skylab 4, va establir un rècord de resistència humana (en aquella època) amb 84 dies en òrbita quan la missió va acabar el 8 de febrer de 1974. La Skylab va romandre en òrbita cinc anys més abans de tornar a entrar a l'atmosfera terrestre sobre l'Oceà Índic i Austràlia Occidental l'11 de juliol de 1979.
La Saliut 4 va batre el rècord d'ocupació de la Skylab amb 92 dies. La Saliut 6 i Saliut 7 eren estacions de segona generació, dissenyades per a estades de llarga durada, i van estar ocupades durant 683 i 816 dies.

### Programa de proves Apollo-Soiuz

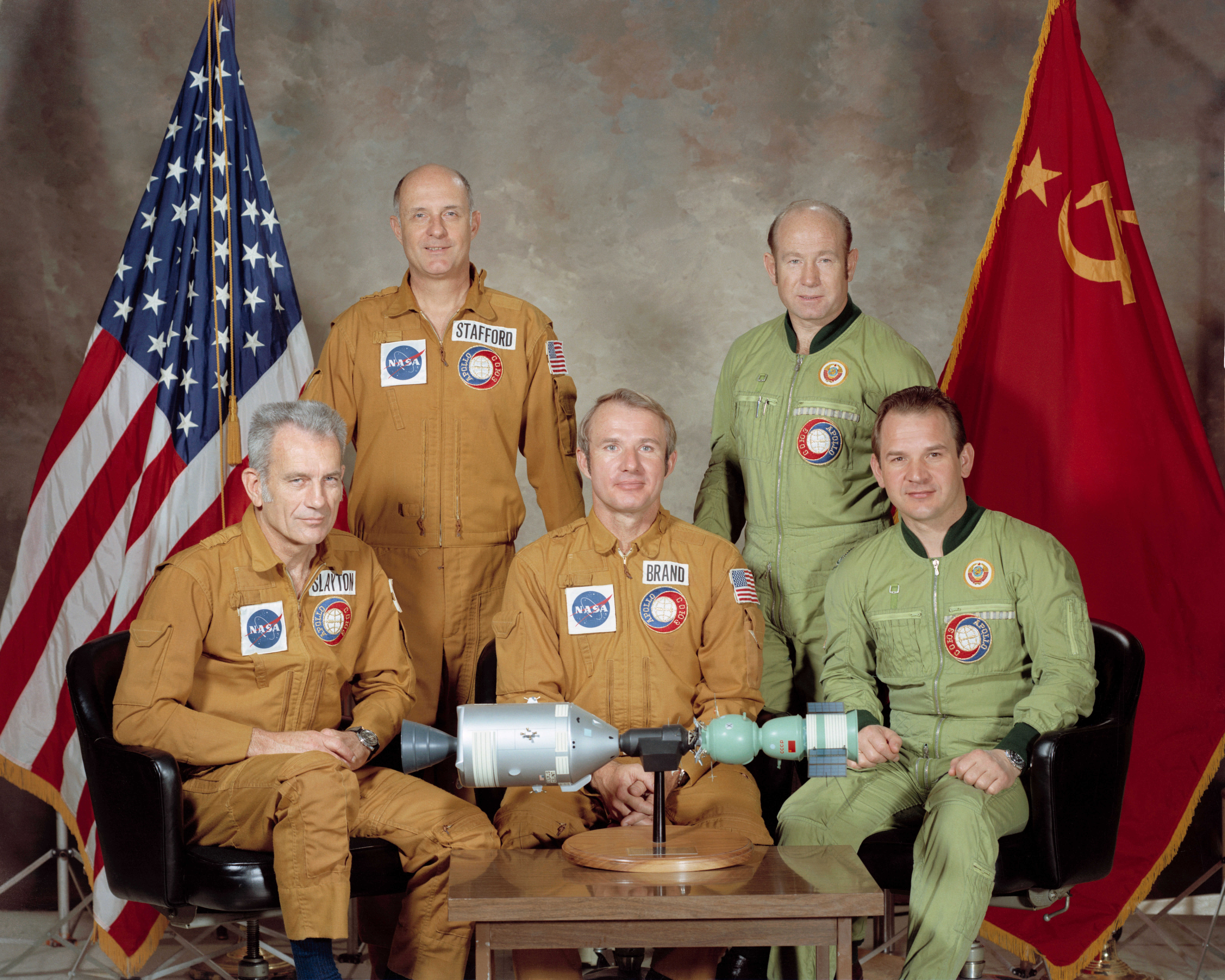
Tripulació d'Apollo-Soiuz: d'esquerra a dreta: Donald "Deke" Slayton, Thomas Patten Stafford, Vance Brand, Aleksei Leónov i Valeri Kubàssov

El maig de 1972, el president dels Estats Units Richard Nixon i el primer ministre soviètic Leonid Bréjnev, van negociar una relaxació de les relacions coneguda com a distensió, i van creant un "desglaç" temporal a la Guerra Freda. Ambdues nacions van planejar una missió conjunta per acoblar l'última nau estatunidenca Apollo amb una Soiuz, en una missió coneguda com a programa de proves Apollo-Soiuz (ASTP, per les seves sigles en anglès). Per preparar-se, els Estats Units van dissenyar un mòdul d'acoblament per a l'Apollo que era compatible amb el sistema d'acoblament soviètic, cosa que permetia que qualsevol de les seves naus s'acoblés amb qualsevol altra (per exemple, de Soiuz a Soiuz i de Soiuz a Salyut). El mòdul també era necessari com a resclosa perquè els homes poguessin visitar les naus dels altres, que tenien atmosferes de cabina incompatibles. L'URSS va utilitzar la missió Soiuz 16 al desembre de 1974 per provar les modificacions de l'atmosfera de la Soiuz i l'adaptador d'acoblament per preparar l'ASTP.
La missió conjunta va començar quan la Soiuz 19 va ser llançada per primera vegada el 15 de juliol de 1975, a les 12.20 UTC, i la nau Apollo va ser llançada amb el mòdul d'acoblament sis hores i mitja després. Les dues naus es van reunir i es van acoblar el 17 de juliol a les 16.19 UTC. Els tres astronautes van dur a terme experiments conjunts amb els dos cosmonautes, i les tripulacions van intercanviar regals i van visitar la nau de l'altre.

### Transbordadors espacials

Soiuz, transbordador espacial estatunidenc i Energuia-Buran

La NASA va realitzar la primera prova d'aproximació i aterratge del seu orbitador del transbordador espacial en un avió de transport Boeing 747 el 12 d'agost del 1977, i el primer vol de prova orbital d'un transbordador espacial complet i amb tripulació, compost pel transbordador, un tanc de combustible extern i dos coets impulsors sòlids, el 12 d'abril de 1981. Els dissenyadors van infravalorar el temps i el cost del recondicionament entre vols, fet que va reduir la rendibilitat de la seva reutilització. També van sobreestimar la seva seguretat: dos orbitadors de la flota de cinc es van perdre en accidents de vol mortals: un durant el llançament, a causa d'una fallada al segell d'un coet impulsor sòlid; i un altre a la reentrada, a causa del dany de llançament d'un escut tèrmic de l'ala. Les Forces Aèries també havien d'utilitzar el transbordador per llançar les seves càrregues útils militars, però ho van rebutjar a favor dels seus llançadors prescindibles després de la primera pèrdua del transbordador. La NASA va cessar la producció de la seva nau espacial Apollo i del llançador Saturn IB, i va utilitzar el transbordador com el seu cavall de batalla orbital fins al 2011, i després el va retirar a causa de la preocupació per la seguretat. Al principi, s'esperaven més de 150 vols en 15 anys de funcionament; en realitat, el transbordador va fer 135 vols en els seus 30 anys de vida útil.
Els soviètics van confondre el transbordador amb un vehicle de vigilància militar i van decidir que havien de desenvolupar el seu propi transbordador, que van anomenar Buran (oficialment "Enérguia" - "Buran"), a partir del 1974. L'«amenaça militar encoberta» es fonamentava en dos supòsits principals:
- El possible ús dels transbordadors espacials com a portadors d'armes nuclears.
- El possible ús dels transbordadors espacials per robar satèl·lits soviètics de l'òrbita terrestre, així com les estacions tripulades Saliut i Almaz.

Com a resultat, la indústria espacial soviètica va rebre l'encàrrec de crear un sistema espacial reutilitzable per a propòsits militars i civils polivalents amb característiques similars al sistema del transbordador espacial estatunidenc.
El desenvolupament del sistema espacial de transport reutilitzable "Enérguia" - "Buran" va començar l'any 1974. El seu dissenyador principal fou Borís Guvànov.
La primera versió del sistema de transport espacial soviètic (OS-120), proposada el 1975, es diferenciava essencialment del sistema del transbordador espacial¡ només per tenir 4 propulsors de combustible líquid de la primera etapa en lloc de 2 propulsors de combustible sòlid del sistema estatunidenc.
El 1976 es va proposar una versió significativament modificada (OK-92): els motors de la segona etapa es van traslladar de la nau espacial orbital a l'antic dipòsit de combustible de la segona etapa desmuntable, cosa que va permetre combinar el desenvolupament d'una nau espacial reutilitzable amb la creació d'un coet superpesant universal Enérguia. El 1978, el projecte Buran va adquirir la seva forma definitiva.
Els soviètics van copiar el disseny aerodinàmic de l'orbitador, amb la diferència que el seu vehicle de llançament, el coet Enérguia, estava alimentat amb hidrogen líquid. A més, a diferència del transbordador estatunidenc, podia volar sense pilot i aterrar automàticament. L'Enérguia-Buran només va realitzar un vol de prova orbital al novembre de 1988. L'orbitador soviètic tenia seriosos inconvenients, com ara l'elevada temperatura de l'escalfament de la superfície durant el descens (fins a 1900 °C), que feia que la seva reutilització fos problemàtica, producte de l'acció de la contraintel·ligència estatunidenca, que va proporcionar als soviètics un disseny defectuós de l'escut tèrmic del transbordador estatunidenc. El Buran va ser el major i més car programa soviètic en la història de la cursa espaciali va ser cancel·lat de fet pel col·lapse de la Unió Soviètica el 1991, a causa de la manca de finançament. L'Enérguia també va ser cancel·lat alhora, després de només dos vols.

### Primeres dones a l'espai
La primera dona a l'espai fou la soviètica Valentina Tereixkova. La NASA no va acollir dones astronautes al seu cos fins al 1978, quan es van reclutar sis dones especialistes de missions. Aquesta primera classe incloïa la científica Sally Ride, que es va convertir en la primera dona estatunidenca a l'espai en la missió STS-7 el juny de 1983. La NASA va incloure dones especialistes en missions en les següents quatre promocions de candidats a astronautes, i va admetre dones pilots a partir del 1990. Eileen Collins, d'aquesta classe, es va convertir en la primera pilot que va volar en el vol STS-63 del transbordador espacial el febrer de 1995, i en la primera dona comandant d'un vol espacial al STS-93 al juliol de 1999.
L'URSS va admetre la seva primera dona pilot de proves com a cosmonauta, Svetlana Savítskaia, el 1980. Es va convertir en la primera dona a volar des de Tereixkova, a la Saliut 7, el desembre de 1981.

### Primera estació espacial modular
L'URSS va dedicar el seu programa espacial al desenvolupament de l'estació espacial modular d' òrbita terrestre baixa Mir («món» i «pau») muntada en òrbita des del 1986 fins al 1996. Amb 129.700 kg, va ostentar els rècords de la nau espacial més gran i de la major presència humana continuada a l'espai, amb 3.644 dies, fins que es va construir l'Estació Espacial Internacional a partir del 1998. El funcionament de la Mir va continuar després de la substitució el 1991 del programa espacial de l'URSS per l'Agència Espacial Federal Russa fins al 2001, amb el suport de les naus Soiuz.

## Vols a altres planetes
La primera sonda espacial que va volar prop de Venus (fora de servei) va ser la soviètica Venera 1 al maig de 1961. La Mariner 2 estatunidenca fou la primera sonda que va sobrevolar i estudiar Venus al desembre de 1962. El primer objecte fabricat per l'home que va assolir la superfície de Venus va ser la Venera 3 soviètica l'1 de març de 1966. La primera nau espacial que va realitzar un aterratge suau a Venus va ser la soviètica Venera 7 el 15 de desembre de 1970. Es van obtenir dades de temperatura i pressió. Només la sonda soviètica Venera 9 i 10, a l'octubre de 1975 (en blanc i negre), i Venera 13 i 14, al març de 1982 (en color), van poder proporcionar imatges de la superfície.
Els primers intents soviètics d'arribar a Mart (Mars 1 el 1962 i Zond 2 el 1964) no van tenir èxit, i el 15 de juliol del 1965, la Mariner 4 estatunidenca va volar a prop de Mart per primera vegada i va transmetre fotografies del planeta. El 1971, la Mariner 9 estatunidenca i les Mars 2 i Mars 3 soviètiques es van convertir en els primers satèl·lits artificials de Mart, i el mòdul d'aterratge de la Mars 3 va realitzar el primer aterratge suau del món a Mart el 3 de desembre, però a causa d'un error per raons desconegudes, no va poder transmetre fotografies ni provar el primer prototip de rover dinàmic, el PROP-M. El juliol del 1976, les Viking estatunidenques va poder transmetre per primera vegada fotografies de la superfície, així com dur a terme serioses investigacions científiques, incloent proves per detectar la presència de vida.
La Mariner 10 estatunidenca va volar a prop de Venus en el seu camí cap a Mercuri, al qual va arribar el 29 de març de 1974. Va ser la primera i única missió a Mercuri en més de tres dècades, i va donar com a resultat les primeres fotografies de la superfície del planeta .

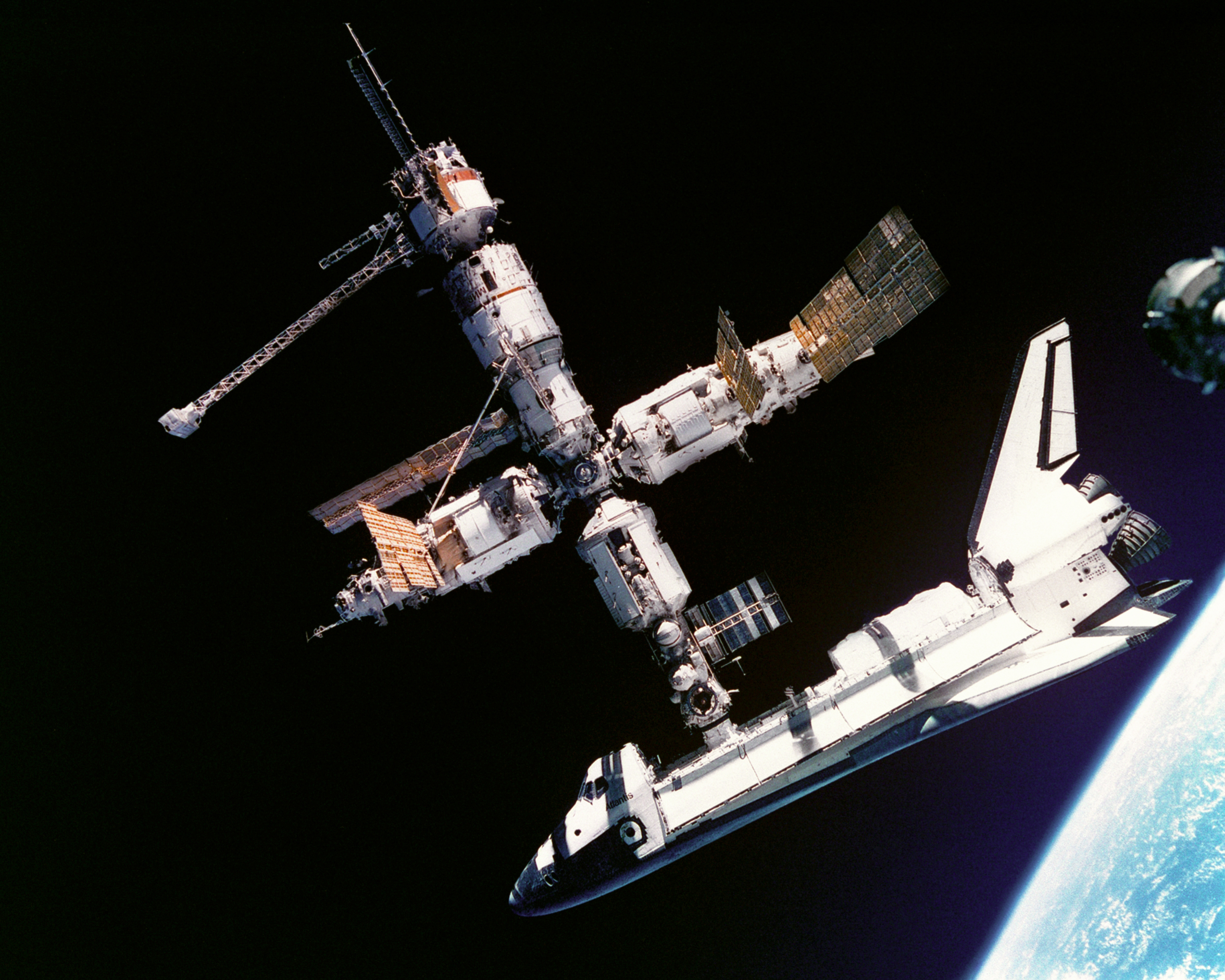
El transbordador espacial (EUA) acoblat a la Mir (URSS/Rússia) (1995), tots dos productes de la competició final, es van unir al programa Transbordador–Mir (1993-1998) que va facilitar l'actual programa de l'Estació Espacial Internacional.

## Llegat
Després de la fi de la Guerra Freda el 1991, els actius del programa espacial de l'URSS van passar principalment a Rússia. Des d'aleshores, els Estats Units i Rússia han cooperat a l'espai amb el programa Transbordador–Mir i l'Estació Espacial Internacional (ISS)
Amb l'aterratge d'éssers humans a la Lluna, els Estats Units van aconseguir el que s'ha anomenat l'èxit tecnològic més gran de la història de la humanitat.
Els russos continuen utilitzant la seva família de coets R-7 com a cavall de batalla orbital per llançar la nau espacial tripulada Soiuz i la seva nau de càrrega no tripulada derivada Progress com a llançadores a la ISS. Després de la retirada del transbordador espacial el 2011, les tripulacions estatunidenques van dependre del R-7-Soiuz per arribar a la ISS,fins al primer vol el 2020 del vehicle SpaceX Dragon 2 de Commercial Crew Development.